# Lège-Cap-Ferret
Pour les articles homonymes, voir Lège.
Lège-Cap Ferret redirige ici.
Lège - Cap Ferret (Lèja - Cap Herret en occitan gascon) est une commune du Sud-Ouest de la France, située dans le département de la Gironde, en région Nouvelle-Aquitaine.
Partie intégrante de l'ancienne province de Gascogne, elle s'inscrit dans le périmètre du Pays de Buch, des Landes de Gascogne et de la forêt des Landes.
Son territoire est constitué principalement par une presqu'île située entre le bassin d'Arcachon et l'océan Atlantique sur laquelle se trouve, du nord au sud, une agglomération de plusieurs villages : Lège (bourg), Claouey, Le Four, Les Jacquets, Petit Piquey, Grand Piquey, Piraillan, Le Canon, L'Herbe, La Vigne, Cap Ferret et La Pointe. De manière plus générale, la station balnéaire située sur la partie sud de la presqu'île est appelée « Cap Ferret ». Elle a la particularité d'être la commune la plus à l'Ouest du département de la Gironde.

## Géographie

### Localisation
La commune est délimitée par le cap Ferret au sud, l'océan Atlantique à l'ouest, le bassin d'Arcachon à l'est et les communes du Porge (au nord) et d'Arès (à l'est).
Le territoire communal s'allonge sur une vingtaine de kilomètres entre le cap Ferret et son extrémité nord-est.
Le village principal (bourg) est situé à environ 50 km de Bordeaux et 40 km d'Arcachon par la route (seulement 15 km à vol d'oiseau) ; le cap Ferret, à 25 km du centre, est situé à 10 km du port d'Arcachon.

### Communes limitrophes
Les communes limitrophes sont Arcachon, Arès, La Teste-de-Buch et Le Porge.

### Relief
La commune de Lège-Cap-Ferret inclut la totalité de la presqu'île du cap Ferret, qui sépare l'océan Atlantique du bassin d'Arcachon.
Cette terre de « sable et d'eau » s'est formée au cours du dernier millénaire par accumulation de bancs de sable prenant pour appuis les terres continentales de la baronnie de Lège.
Le territoire de la presqu'île et celui situé à l'ouest du canal est composée de majorité de dunes qui ont été stabilisées à partir de 1850. Le territoire du village de Lège est uniformément plat avec une altitude moyenne inférieure à 5 mètres.

### Hydrographie
L'urbanisation récente modifie sensiblement le système hydrographique.
Sur la zone dunaire de la presqu'île, les lettes situées entre les « dunes blanches » sont devenues des zones constructibles, ce qui implique la disparition de la forêt, qui ne joue plus son rôle de régulation du système hydraulique.
Sur le village de Lège, les zones humides se sont asséchées et sont urbanisées. Dans ces zones, la nature reprend en partie ses droits ; en période pluvieuse l'eau affleure la surface.
Dans ce village, le ruisseau « la berle d'Ignac » (devenu la Machinotte) reste le seul encore reconnaissable. Il avait autrefois un rôle utilitaire, il servait pour le lavoir communautaire d'Ignac.
Le ruisseau descendant du Grand Ousteau (servant pour le lavoir situé à la jonction de l'avenue du Moulin et de celle du Médoc) a en grande partie disparu (remplacé par un étroit fossé couvert). Il se jette dans la Machinotte.
Le ruisseau venant du Riou et traversant le centre du village se transforme en une conduite en béton de faible diamètre en passant sous la maison de retraite et sous le collège. Il servait pour le lavoir dit « de la mairie ». Il avait une fonction économique, il servait au forgeron du village jusque dans les années 1950.
Un ruisseau que l'on peut comparer au courant d'Huchet (dans les Landes) prend naissance aux étangs de Le Porge et se jette dans le bassin d'Arcachon. Ce ruisseau, que l'on appelle le canal des Étangs (sans aucune référence historique) était dénommé dans certains journaux régionaux « la Leige » il y a plus de 120 ans.

### Climat
Pour des articles plus généraux, voir Climat de la Nouvelle-Aquitaine et Climat de la Gironde.
Historiquement, la commune est exposée à un climat océanique aquitain.  
En 2020, Météo-France publie une typologie des climats de la France métropolitaine dans laquelle la commune est exposée à un climat océanique et est dans la région climatique  Littoral charentais et aquitain, caractérisée par une pluviométrie élevée en automne et en hiver, un bon ensoleillement, des hiver doux (6,5 °C), soumis à la brise de mer.
Pour la période 1971-2000, la température annuelle moyenne est de 12,8 °C, avec une amplitude thermique annuelle de 13,5 °C. Le cumul annuel moyen de précipitations est de 925 mm, avec 12,9 jours de précipitations en janvier et 7 jours en juillet. Pour la période 1991-2020, la température moyenne annuelle observée sur la station météorologique la plus proche, située sur la commune de La Teste-de-Buch à 16 km à vol d'oiseau, est de 13,7 °C et le cumul annuel moyen de précipitations est de 948,1 mm,. Pour l'avenir, les paramètres climatiques de la commune estimés pour 2050 selon différents scénarios d’émission de gaz à effet de serre sont consultables sur un site dédié publié par Météo-France en novembre 2022.

## Urbanisme

### Typologie
Au 1er janvier 2024, Lège-Cap-Ferret est catégorisée commune rurale à habitat dispersé, selon la nouvelle grille communale de densité à sept niveaux définie par l'Insee en 2022.
Elle appartient à l'unité urbaine de Lège-Cap-Ferret, une unité urbaine monocommunale constituant une ville isolée,. Par ailleurs la commune fait partie de l'aire d'attraction de Bordeaux, dont elle est une commune de la couronne,. Cette aire, qui regroupe 275 communes, est catégorisée dans les aires de 700 000 habitants ou plus (hors Paris),.
La commune, bordée par l'océan Atlantique, est également une commune littorale au sens de la loi du 3 janvier 1986, dite loi littoral. Des dispositions spécifiques d’urbanisme s’y appliquent dès lors afin de préserver les espaces naturels, les sites, les paysages et l’équilibre écologique du littoral, tel le principe d'inconstructibilité, en dehors des espaces urbanisés, sur la bande littorale des 100 mètres, ou plus si le plan local d’urbanisme le prévoit.

### Occupation des sols

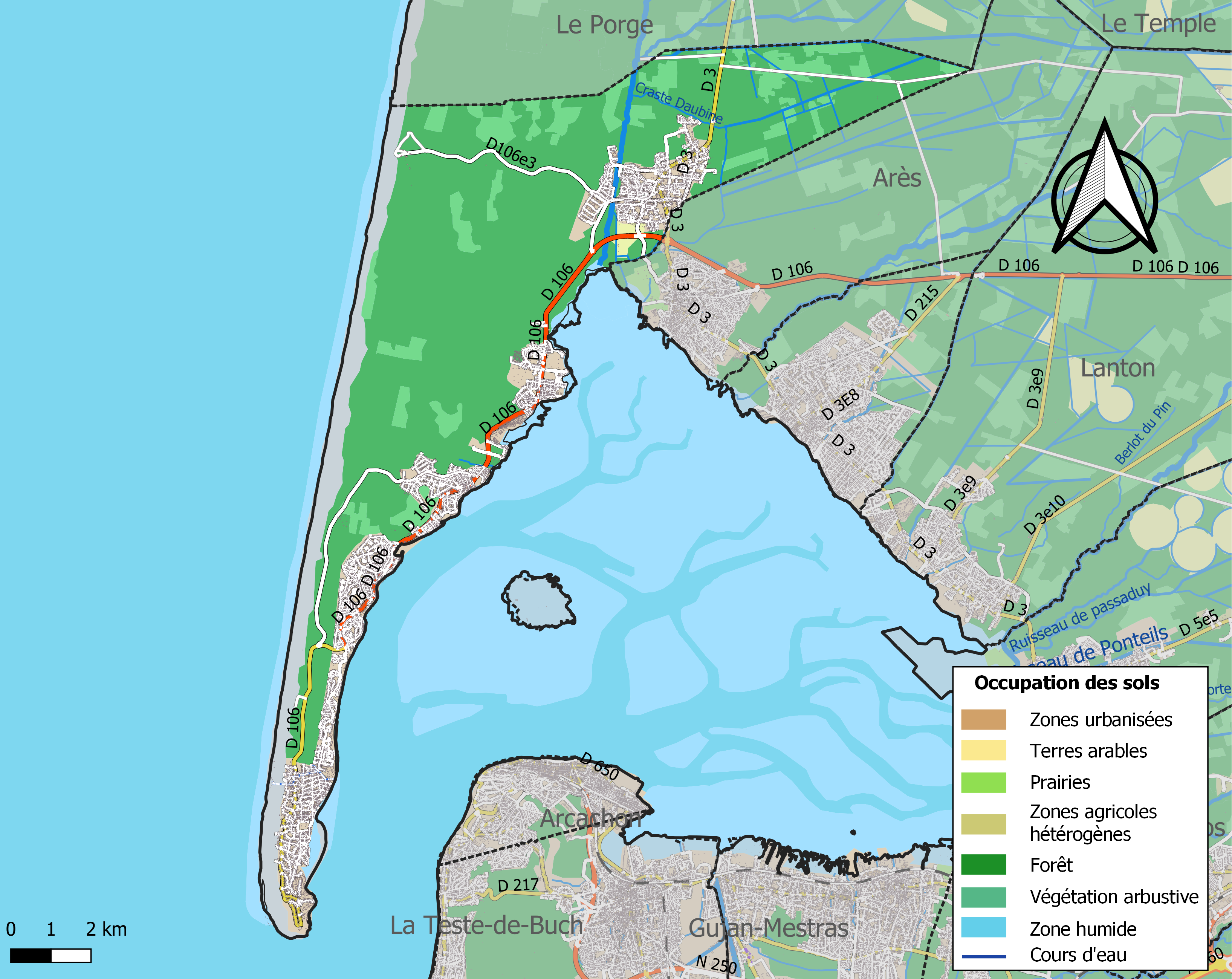
Carte des infrastructures et de l'occupation des sols de la commune en 2018 (CLC).

L'occupation des sols de la commune, telle qu'elle ressort de la base de données européenne d’occupation biophysique des sols Corine Land Cover (CLC), est marquée par l'importance des forêts et milieux semi-naturels (82,2 % en 2018), en diminution par rapport à 1990 (84,2 %). La répartition détaillée en 2018 est la suivante : 
forêts (63 %), zones urbanisées (15,6 %), milieux à végétation arbustive et/ou herbacée (9,8 %), espaces ouverts, sans ou avec peu de végétation (9,4 %), zones industrielles ou commerciales et réseaux de communication (0,6 %), terres arables (0,5 %), zones humides côtières (0,5 %), espaces verts artificialisés, non agricoles (0,3 %), eaux maritimes (0,3 %). L'évolution de l’occupation des sols de la commune et de ses infrastructures peut être observée sur les différentes représentations cartographiques du territoire : la carte de Cassini (XVIIIe siècle), la carte d'état-major (1820-1866) et les cartes ou photos aériennes de l'IGN pour la période actuelle (1950 à aujourd'hui).

### Villages

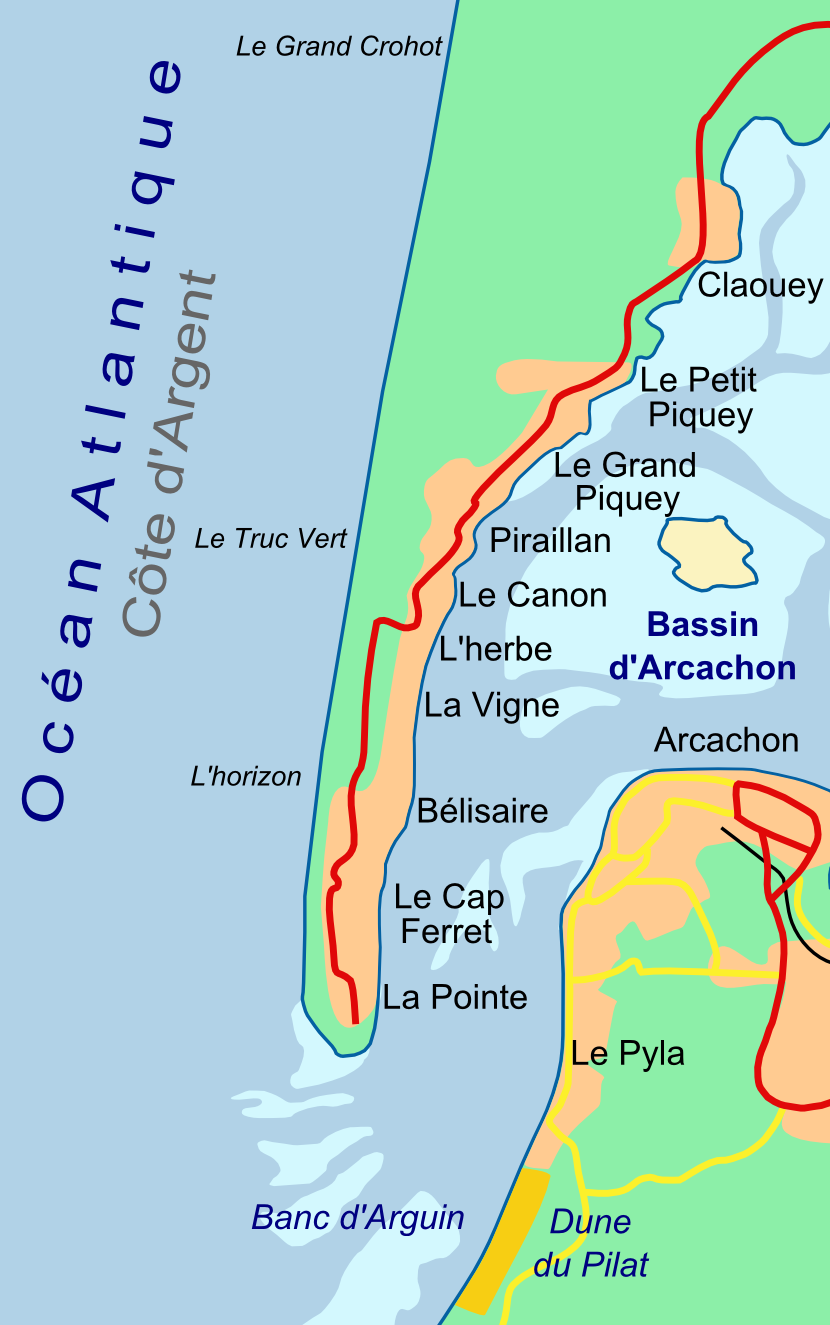
Villages de la presqu'île du cap Ferret.

On trouve une douzaine de villages, situés le long du bassin d'Arcachon (alors que le littoral Atlantique est inhabité), du nord au sud :
- Lège
- Claouey
- Le Four (port ostréicole)
- Les Jacquets (port ostréicole)
- Petit Piquey (village ostréicole)
- Grand Piquey (village ostréicole)
- Piraillan (port ostréicole, réservoirs naturels)
- Le Canon (village de pêcheurs qui organise la Fête de la mer aux alentours du 15 août)

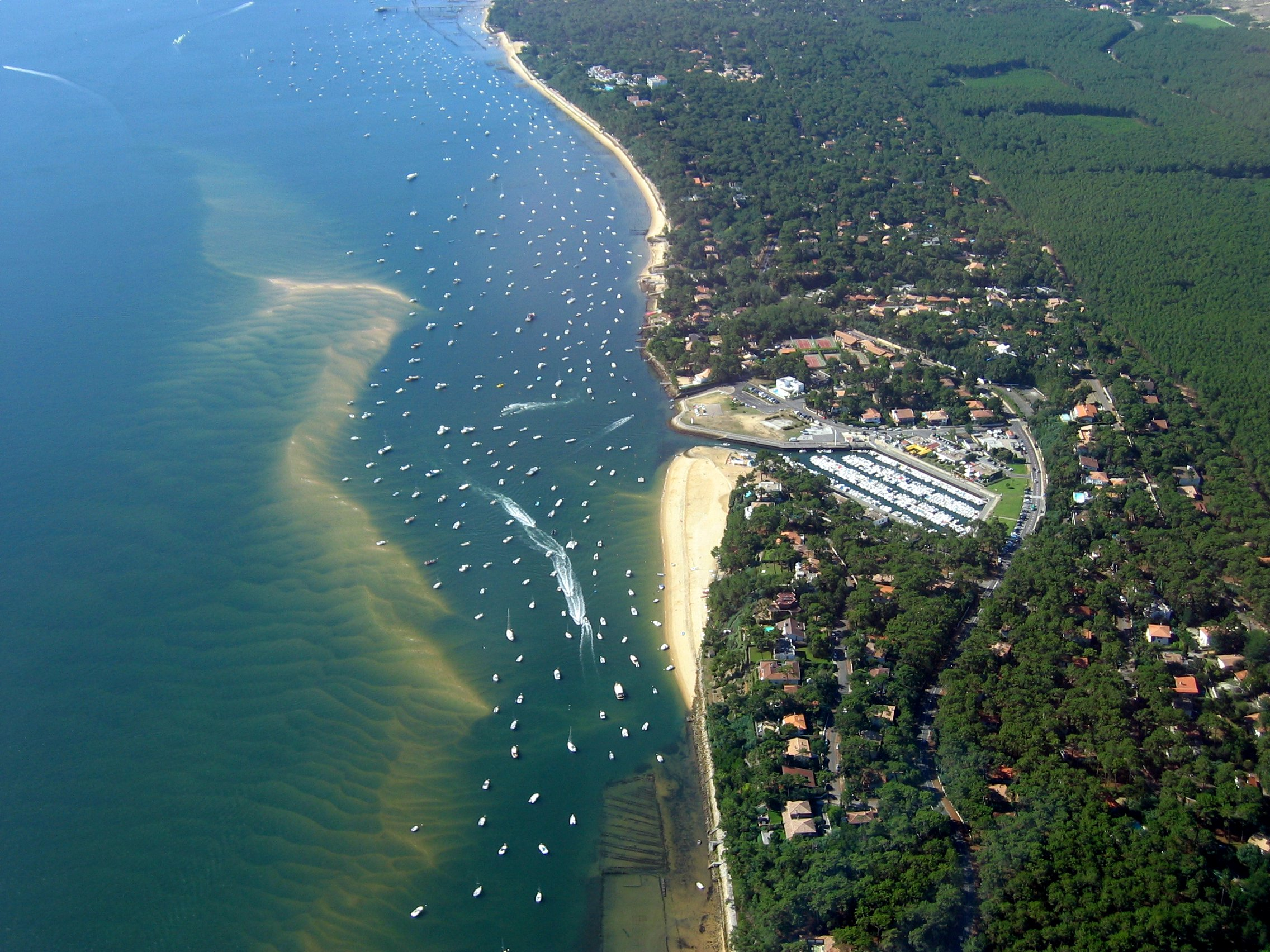
Le port de La Vigne.

- L'Herbe (village ostréicole)
- La Vigne (port de plaisance)
- Cap Ferret

### Voies de communication et transports
La principale voie de communication est la D 106, qui va de Bordeaux (barrière Judaïque) à la pointe du cap Ferret.
Une liaison maritime permanente existe entre l'embarcadère de Bélisaire et le port d'Arcachon.

### Risques majeurs
Le territoire de la commune de Lège-Cap-Ferret est vulnérable à différents aléas naturels : météorologiques (tempête, orage, neige, grand froid, canicule ou sécheresse), inondations, feux de forêts, mouvements de terrains et séisme (sismicité très faible). Un site publié par le BRGM permet d'évaluer simplement et rapidement les risques d'un bien localisé soit par son adresse soit par le numéro de sa parcelle.
La commune fait partie du territoire à risques importants d'inondation (TRI) d’Arcachon, regroupant les 10 communes du bassin d'Arcachon concernées par un risque de submersion marine, un des 18 TRI qui ont été arrêtés fin 2012 sur le bassin Adour-Garonne. Aux XXe et XXIe siècles, les événements significatifs sont ceux de 1882, 1896, 1897 puis 1924, 1951, 1984 et 1999. Au XXe siècle, les tempêtes Klaus, entre le 23 et le 25 janvier 2009 et Xynthia des 27 et 28 février 2010 ont marqué les esprits. Des cartes des surfaces inondables ont été établies pour trois scénarios : fréquent (crue de temps de retour de 10 ans à 30 ans), moyen (temps de retour de 100 ans à 300 ans) et extrême (temps de retour de l'ordre de 1 000 ans, qui met en défaut tout système de protection). La commune a été reconnue en état de catastrophe naturelle au titre des dommages causés par les inondations et coulées de boue survenues en 1982, 1993, 1999 et 2009,.
Lège-Cap-Ferret est exposée au risque de feu de forêt. Depuis le 20 avril 2016, les départements de la Gironde, des Landes et de Lot-et-Garonne disposent d’un règlement interdépartemental de protection de la forêt contre les incendies. Ce règlement vise à mieux prévenir les incendies de forêt, à faciliter les interventions des services et à limiter les conséquences, que ce soit par le débroussaillement, la limitation de l’apport du feu ou la réglementation des activités en forêt. Il définit en particulier cinq niveaux de vigilance croissants auxquels sont associés différentes mesures,.
Les mouvements de terrains susceptibles de se produire sur la commune sont des avancées dunaires. La migration dunaire est le mouvement des dunes, vers l’intérieur des terres. Les actions conjuguées de la mer et du vent ont pour effet de déplacer les sables et donc de modifier la morphologie du littoral.
Par ailleurs, afin de mieux appréhender le risque d’affaissement de terrain, l'inventaire national des cavités souterraines permet de localiser celles situées sur la commune.
Concernant les mouvements de terrains, la commune a été reconnue en état de catastrophe naturelle au titre des dommages causés par des mouvements de terrain en 1999.

## Toponymie
Il n'existe ni étude ni hypothèse pour expliquer le nom de « Lège », qui au fil des siècles a été écrit de façons diverses : « Leyge », « Liège » ou « Lège ».
On peut faire les constatations suivantes :
La baronnie de Lège n'avait aucun débouché sur la baie d'Arcachon, il y avait la baronnie d'Ignac entre les deux. Elle ne communiquait avec ce plan d'eau que par un ruisseau, un estey permettant l'écoulement des eaux venant des étangs du Porge.
Au XVIe siècle, il existait un port à Lège. Ce port est devenu le port d'Arès. L'emplacement de ce port semble avoir été déplacé lors des travaux exécutés pour la création des réservoirs actuels. Il existait un port d'Ignac qui semble avoir été confondu avec le « port de Lège ».
Pour le ruisseau reliant les étangs du Porge et le bassin, on a :
- le ruisseau du Porge au bassin d'Arcachon
- la Leige au XIXe siècle
- le canal depuis le début du XXe siècle
- « le fond de Lège » sur d'anciennes cartes (en général les villages portent le nom d'un élément physique les caractérisant[30]).

Lège étant en pays de Buch, pays gascon, la plupart des lieux-dits anciens, notamment ceux des dunes, y sont explicables par le gascon : Saint Eugent (Senténéja), L’Aygue de Béguey, le Piquey, Claouey, l'Escourre, le Truc, le Hourquet, etc..
Le nom officiel de la commune est « Lège-Cap-Ferret ». Localement, il est parfois orthographié usuellement « Lège-Cap Ferret ».

## Histoire

### Déplacement du village de Lège

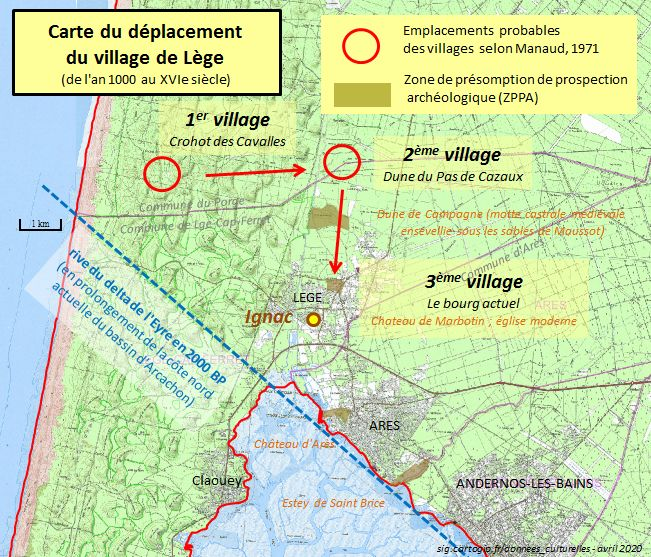
Reconstitution du déplacement du village de Lège.

Le village de Lège aurait été déplacé trois fois au cours des siècles pour échapper à l’invasion des sables,.

#### Premier village (de l'an 1000 auXIVesiècle)
Il y a plus de 2000 ans, le bassin d'Arcachon n’existait pas. À sa place, l’embouchure de la rivière L'Eyre formait un large delta. À l’époque de la conquête romaine, la rive nord de l’estuaire correspondait à une ligne située approximativement dans le prolongement de la côte nord actuelle. Les bateaux moulaient au port d’Ignac. Vers l’an 1000, pour garder ce débouché nord, un ouvrage militaire, du type motte castrale munie d’une barbacane, fut probablement construit aux environs de l’actuel Crohot des Cavalles (situé sur la commune du Porge). Les premières cabanes de Lège et sa première et rustique église s’élevèrent à proximité. Le village fut abandonné à l’offensive des sables datée du XIVe siècle et les habitants se replièrent en direction de l’est.

#### Deuxième village (duXIVesiècleauXVIesiècle)
Le deuxième emplacement se situait probablement à la dune du Pas de Cazeaux, en limite avec la seigneurie de Castelnau (commune du Porge). Il comportait une tour de défense fortifiée par une enceinte dénommée le « château » et une deuxième église de style roman. Ces deux édifices construits en pierre pour durer cédèrent cependant à une nouvelle offensive des sables, celle-ci datée du XVIe siècle. Aussi les habitants se transportèrent vers le sud à l’emplacement actuel du bourg, situé entre la dune de Campagne et le port d’Ignac.

#### Troisième village (à partir duXVIesiècle)
Une nouvelle et troisième église, plus vaste que la seconde, fut donc construite vers 1520, avec les pierres des édifices abandonnés sur le second emplacement. Elle ne fut achevée qu’au XVIIe siècle comme en attesterait une pierre gravée du millésime 1666, réemployée dans la quatrième église. En effet, la vieille église du bourg de Lège fut démolie en 1925, et dans la construction de l’actuelle église l’architecte conserva de la précédente certains éléments. Parmi ceux-ci, figurent, en outre, un chapiteau roman du XIIe siècle historié et deux pierres rassemblant sous une couronne les armoiries du baron et de la baronne de Lège. Il n’y eut pas de troisième château fort mais une habitation modeste qui servit de « château » aux barons de Lège.

### Moyen Âge
Les archives font remonter l'existence du village de Lège au début de l'an mil, alors que la presqu'île n'existait pas.
Les ducs de Guyenne possèdent un manoir particulier à Lège, manoir qu'ils donneraient en 1027, au chapitre de chanoines de la cathédrale Saint-André de Bordeaux afin de fournir à cette église des ressources pour faire face aux ravages que les Normands ont provoqué au cours du IXe siècle dans la province de Bordeaux.
Le chapitre a pour représentants sur place trois personnes : le curé, un juge et le bayle ; ce dernier est en quelque sorte l’homme d’affaires du chapitre ; un lieu-dit de la commune porte ce nom.
Au fil des siècles, différents documents parlent du chapitre de Saint-André sur Lège :
- 1169 : confirmation par l'évêque de Bordeaux d'un accord fait entre le chapitre de Saint André et les hommes de Lège concernant la chasse sur la côte ; mais cette bonne entente ne dure pas[44] ;
- 1173-1228 : le chapitre exerce les droits de basse et haute justice, il a les droits de pêche et de chasse, mais surtout de côte (notamment la récolte de l’ambre gris, sécrétion des baleines, de grande valeur en raison de sa rareté et utilisé en parfumerie)[45], de bris et de naufrage[46] en raison des nombreuses épaves qui s’échouent sur ce littoral[45] ;
- 1273 : accord entre le chapitre et le noble Pierre de Bordeaux, seigneur de Castelnau, qui payera au chapitre pour les moulins de l'estey de Campane la somme de 12 deniers payables devant la barbacane du château de Lège ;
- 1420 : le chapitre donne à Pierre Castro, chantre, les revenus de la terre de Lège ;
- 1422 : le chapitre porte plainte contre le captal de Buch, Gaston de Foix, qui a fait emprisonner trois hommes de Lège[44] ;
- 1426 : à la demande de Tristan de l'Île, le chapitre pardonne aux ravisseurs d'une fille de Lège, à condition qu'ils fassent amende honorable ;
- 1427 : le chapitre décide de poursuivre pour injures et vols le capitaine de Certes (qui dépendait du captal de Buch)[44] ;
- 1451 : la guerre de Cent Ans se termine et une partie de la Guyenne est encore sous la domination anglaise. Le chapitre a des démêlés avec les Français en ce qui concerne la seigneurie de Lège ;
- Vers 1500, le chapitre permet aux habitants de Lège de prendre des pierres du château pour la construction de la nouvelle église (il semble que le château, le village primitif et l'église se trouvaient entre le canal et l'océan) ; la nouvelle église se trouvera dans la région du Riou et de Campagne. Cette opération est due à l'avancement des sables.

L’existence du port d’Ignac et le droit d'épave sont attestés par un document daté d’environ 1600. En effet, le chapitre de Saint-André, seigneur de Lège, écrit au duc d'Epernon, captal de Buch et seigneur de Castelnau, ayant droit d'épaves sur les côtes du Porge, concernant un galion naufragé et une baleine échouée sur la côte de Lège dont les hommes du duc se sont emparés de nuit dans le port d'Ignac pour les emmener dans celui de La Teste alors que ces épaves revenaient de droit au seigneur de Lège.

### Temps modernes

#### Ogier de Gourgues et sa veuve, la dame d’Aspremont, seigneurs de Lège de1572à1600
Vers 1572, le chapitre doit vendre la baronnie de Lège à Ogier de Gourgues, qui était président du Bureau des Finances de Guyenne, et ce pour la somme de 1225 écus.
En 1584, Ogier de Gourgue fut le premier seigneur de Lège à concéder contre paiement le droit de chasse au gibier d'eau à 22 habitants de La Teste sur une pièce de terre à sable blanc, dite « terre blanque », située sur la presqu'île (entre « grande et petite mer ») localisée actuellement aux Jacquets.
À sa mort en 1593, le duc d’Epernon, captal de Buch, seigneur de Lesparre et de Castelnau, convoite la baronnie de Lège qui lui permettrait d’être maître du rivage de l’estuaire de la Gironde au bassin d'Arcachon. Or la veuve d’Ogier de Gourgue, Finette de Pellegrue, dame d’Aspremont, refuse de vendre.

#### Les ducs d’Epernon, Captaux de Buch, seigneurs de Lège de1600à1664
Jean-Louis de Nogaret (1554-1642), premier duc d’Epernon, grand seigneur de l'époque proche du pouvoir royal de Louis XIII, parvient à faire casser la vente avec la complicité du chapitre, qui rentrera en possession de la baronnie de Lège, indemnisera dame d’Aspremont pour 1225 écus et revendra la baronnie au duc d’Epernon pour 15 000 livres.
Ainsi, Lège entrera dans le domaine du captal de Buch en 1600. Ce n’est qu’en 1628 que le premier duc d’Epernon concéda la chasse au gibier d’eau, notamment dans les lettes à des gens de Lège. C'est ce qui fait qu'au moment de la Révolution, des habitants de Lège devinrent propriétaires de ces lettes. Au décès de Jean-Louis d’Epernon en 1642, Bernard d’Epernon, prendra la suite de son père comme captal, jusqu’à son décès survenu en 1661. Le captalat passe à Jean-Baptiste Gaston de Foix-Candale (1638-1665).

#### De1664à1751,les Durfortet les Sallegourde
En 1664, la baronnie quitte le captalat de Buch et est vendu à Guy Alphonse de Durfort, chevalier des ordres du roi, marquis de Duras et de Blanquefort.
Puis au début du XVIIIe siècle, la baronnie passe à Gabriel de Raymond, chevalier, marquis de Sallegourde, marquis d’Ayran, conseiller au Parlement de Bordeaux,. Le 16 août 1751, la baronnie est achetée par Jean-François de Marbotin.

#### Les Marbotin, seigneurs de Lège de1751à1789
Jean-François Ier de Marbotin (1706-1764) est conseiller au Parlement de Bordeaux.
Les Marbotin tenaient leurs biens, non de la puissance féodale, mais d’un achat régulier. Cela leur permettra, après la Révolution qui met fin au système féodal (nuit du 4 août 1789), de faire valoir leur droit de propriété devant les tribunaux.
Jusqu'à la Révolution, la baronnie de Lège-en-Buch appartient au Pays-de-Buch sans pour autant dépendre du captalat de Buch, seigneurie uniquement composée des trois paroisses de La Teste, Gujan et Cazaux. Avec la seigneurie voisine d'Ignac, cette baronnie constitue la paroisse de Lège.
Les terres de cette baronnie sont alors limitées par celles de la paroisse d'Arès à l'est, par des terres appartenant au captal de Buch au nord et par l'océan à l'ouest et au sud. Au fur et à mesure du temps avec la réunion au continent des bancs de sable qui s'y déposent, une flèche sableuse se forme, allongeant le territoire de la baronnie vers le sud ; les seigneurs de Lège en profitent pour s'approprier ces lais de mer, « espaces de dunes blanches et trous d'eau (crohots) » constituant le Cap-Ferret (ou Cap-Herret), espace intéressant pour la capture au filet de quantité de gibiers d'eau.

#### Revendication de la presqu’île du Cap Ferret par le captal de Buch et le baron de Lège
À l'époque des premiers essais de fixation des dunes littorales, et désirant obtenir celles du lieu-dit Piquey pour y planter des pins, François Amanieu de Ruat, le captal de Buch du moment, en obtient la concession par arrêt du Conseil du roi Louis XVI. Cet arrêt du 23 mars 1779 a pour effet de faire passer toute la péninsule sous la juridiction du Captal. Lors de la réorganisation territoriale de 1790, qui voit le remplacement des paroisses par les communes, ladite concession de 1779 est à l'origine du rattachement du Cap-Ferret et des hameaux qui s'y trouvent à la commune de La Teste. C'est seulement sous le règne de Louis XVIII, le 23 mars 1807, que la limite séparant la commune de Lège et celle de La Teste est définie selon une ligne droite allant du « Truc vert » côté océan à la « Pointe aux chevaux » côté bassin d'Arcachon.
Le Cap-Ferret, quartier éloigné de La Teste, demeure un lieu sauvage et inhabité (Jacques Ragot). Dès la fin du XVIIIe siècle, des pêcheurs à la senne venant principalement du sud du bassin (de La Teste, de Mestras ou de Meyran) y aménagent chaque été des logis temporaires (huttes ou rudimentaires cabanes adossées aux dunes) pour être au plus près de leurs lieux de pêche.

### Révolution et Empire
La commune de Lège est créée au début de la Révolution (création des communes et départements en 1789) sur le territoire de la paroisse de Lège qui incluait le territoire des baronnies de Lège et d'Ignac. 
À cette époque, Lège est limitrophe d'Andernos (qui comprend le territoire d'Arès), dont elle est séparée par un ruisseau, la « berle d'Ignac ».
En 1807, sous le Premier Empire, pour prévenir un possible débarquement anglais, on fortifie la Pointe par une batterie de quatre canons et un mortier servis par 30 à 50 hommes. Un sémaphore est construit à la même époque. En 1810, sous le commandement d'un sergent, 50 soldats du 9e régiment polonais y tiennent garnison.
À la mort de l'ancien baron de Lège en 1793, la commune de Lège s'empara de toutes les propriétés des Marbotin. Les héritiers ne protestèrent pas mais, à la Restauration, ils attaquèrent la commune, avant la prescription trentenaire, et obtinrent définitivement la restitution de leurs biens en 1826. Ils vendirent la même année la totalité de leurs terres, soient environ 2 000 ha de landes rases et 1 800 ha de lettes, grevées de droits d'usage, à la Société des Landes de Gascogne.

### Époque contemporaine
La Société des Landes de Gascogne a été créé le 4 février 1825 par Pierre Balguerie-Stuttenberg, et il en confia la gérance à son frère aîné Jacques Balguerie (1773-1850). Elle avait pour objet social « l’acquisition et la revente de terrains incultes ou landes situées entre la Garonne et l’Adour, vulgairement appelées Landes de Gascogne ». Les trois actionnaires en sont la maison Balguerie & Co, la banque Oppermann Mandrot de Paris et les trois frères Louis, James et Frédéric de Pourtalès de Neuchâtel en Suisse. Pierre Balguerie-Stuttenberg décédera fin 1825, année de la création de cette société de spéculation foncière. La Société des Landes de Gascogne est liquidée en 1855 à la mort de James de Pourtalès.
- 1834 : l'État envisage l'ensemencement des dunes de Campagne. La commune propose d'effectuer le travail pour 50 % moins cher que celui des entreprises. Refus du préfet ;
- 1848, 1851, 1852, 1855 : différents décrets impériaux concernant l'ensemencement en pin ; il est précisé que les droits des propriétaires sont conservés ;
- 1851 : création de la commune d'Arès ; les limites communales sont celles qui étaient antérieurement fixées avec la commune d'Andernos ;
- 1855 : Léopold Javal, nouveau propriétaire d'une importante partie du territoire d'Arès, fort de ses appuis politiques et financiers, veut faire modifier les limites territoriales et annexer une partie du territoire de Lège. Par décret impérial no 3051 du 8 août 1855, « la limite du rivage sur la partie de la plage du bassin d'Arcachon contiguë à des terrains dont Monsieur Javal est propriétaire dans les communes de Lège et d'Ares est et demeure fixée conformément à la ligne tracée en bleue sur le plan annexée au décret. Ce tracé comprend entre les bornes 18 et 27, neuf lignes droites et se confond à partir de la borne 27 avec les digues des réservoirs, traverse le grand chemin d'Arès et coïncide de nouveau jusqu'au pont du même nom avec d'autres digues ». Rien ne change.
- 1857 à 1873 : création du Canal des étangs[60],[61]
  - « une décision ministérielle fixe les bases d'un projet à exécuter, en vue du dessèchement des terrains marécageux situés sur le littoral de l'océan entre l'extrémité nord de l'étang d'Hourtin et l'extrémité sud de l'étang de Langouarde ». Les ingénieurs du service hydrographique arrêtent les dispositions de détail de l'entreprise. Le projet consiste à réaliser deux canaux : 
    - étang d'Hourtin, étang de Lacanau ;
    - étang de Lacanau, étang de Langouarde au débouché du chenal de Lège, qui se jette dans le bassin d'Arcachon ;

  - 1859 : décret déclarant le canal d'utilité publique ; la concession est donnée à messires Clerc, Tessier et compagnie ;
  - 1873 : décret créant l'association syndicale chargée de veiller à l'entretien des canaux ainsi créés.  Le chenal de Lège (ou la Leige) n'est pas dans le décret car aucuns travaux n'ont été exécutés sur ce tronçon (l'entretien doit  être considéré comme étant à la charge des propriétaires riverains si l'on considère que c'est un ruisseau, ou a la charge de la communauté nationale si l'on considère que c'est un chenal « appellation d'origine »).
- 1875 : concession d'un chemin de fer partant d'Arès à destination du Cap Ferret en passant par Claouey. Les terrains seront fournis gratuitement par les communes. Le concessionnaire recevra 100 hectares de terrain à 50 francs l'hectare sur le Cap Ferret, 1 000 000 francs de subvention du département et 300 000 francs de l'administration des eaux et forêts. Le projet ne verra jamais le jour ;
- 1877 : dans une géographie de la Gironde d'Adolphe Joanne, on peut lire : « la Lège ou chenal des étangs, navigable, mène au Bassin les eaux des étangs d'Hourtin et de Lacanau et celles des crastes d'une partie des landes girondines » ;
- 1890 : dans le Dictionnaire géographique et administratif de la France et de ses colonies, on lit : « les étangs d'Hourtin et de Carcan communiquent avec l'étang de Lacanau par un canal d'assèchement, par de multiples étangs asséchés ou en voie d'assèchement celui-ci communique avec le Bassin par le chenal des étangs ou Lège ».

Se résumant jusque-là par la cueillette à pied ou le dragage en eau profonde d'huîtres sauvages, l'ostréiculture s'organise avec méthode dès le milieu du XIXe siècle. L'adoption d'une technique innovante de captage du naissain d'huîtres mise au point par l'arcachonnais Jean Michelet et la création des premiers parcs d'huîtres plates appelées localement la « gravette » (Ostrea edulis) sont à l'origine d'une activité promise à un brillant avenir. Vers 1880-1890, l'ostréiculture est en plein essor et les ostréiculteurs de La Teste, Gujan et Arès obtiennent de nouvelles concessions sur le rivage nord du bassin. Pour se rapprocher de leur lieu de travail et s'épargner de longs déplacements à la rame ou à la voile depuis leurs ports d'attache, ils amènent des pontons ou construisent des cabanes (souvent sans permission) sur les plages de L'Herbe, du Canon, de Pirailhan, de Claouey, des Jacquets ou de Piquey situées en bordure du bassin d'Arcachon. Certains y séjournent de plus en plus longtemps jusqu'à constituer, au fil du temps, un habitat permanent.
Une piste ancienne de mauvaise qualité reliait les villages au bourg de Lège, avant l'aménagement d'une véritable route, la D106, au début du XXe siècle, favorisant la venue des premiers touristes parmi lesquels se trouvent le poète Jean Cocteau et l'écrivain Raymond Radiguet.
Au cours de la Seconde Guerre mondiale, comme tout le littoral français allant de Belgique à l'Espagne, le Cap-Ferret se trouve en « zone interdite » et quelques blockhaus du mur de l'Atlantique y sont édifiés. Celui qui se trouve au plus près de l'entrée du Bassin devant chez « Hortense », est « maquillé » par les artistes de l'Organisation Todt pour ressembler à une villa : de fausses tuiles et des fenêtres factices sont peintes sur le béton. Au moment de leur retraite, fin août 1944, en plus des divers sabotages affectant les lignes électriques et téléphoniques, les occupants allemands font sauter le phare qui, depuis 1840, signalait l'entrée du Bassin.
C'est en 1976 que la commune prend le nom actuel de « Lège-Cap-Ferret », lors du rattachement du territoire au sud de la presqu'île (appartenant jusqu'alors à la commune de La Teste-de-Buch) à la localité de Lège. Sur ce territoire se trouvaient des villages anciens : Grand Piquey, Petit Piquey, Piraillan, Le Canon, L'Herbe, La Vigne et Le Cap Ferret. 
Le vocable « Cap Ferret », que l'on trouve depuis 1976 dans l'appellation de l'entité communale, ne provient pas du nom du village ancien mais se réfère à la pointe (cap) à l'extrémité sud de la presqu'île. La lecture de différentes anciennes cartes géographiques ou portulans permet de constater qu'en cinq siècles, l'emplacement dudit cap s'est déplacé du nord au sud de plusieurs kilomètres.
Le rattachement de 1976 des villages testerins de la presqu'île à la commune de Lège s'est fait à la demande des habitants de ces villages après acceptation de la commune de La Teste, autorisation du ministère de l'Intérieur et accord du conseil municipal de Lège[réf. nécessaire].
Il faut savoir que par trois fois, en 1905, en 1945 et en 1954, les habitants des villages testerins de la presqu'île avaient reçu des autorités une fin de non-recevoir à leurs demandes de devenir une commune de plein exercice.
Aucune délibération municipale n'ayant eu lieu sur un changement d'appellation des habitants, les noms traditionnels restent en vigueur (Lègeots ou Lègeois pour les habitants de Lège et Capiens pour ceux des villages anciens du Cap Ferret).
En ce qui concerne les droits traditionnels d'accès à la forêt usagère de La Teste, ces droits attribués sous conditions de résidence aux seuls habitants des communes actuelles de La Teste-de-Buch et de Gujan-Mestras, sont maintenus au bénéfice des « Capiens » à la réserve près que le transport du bois se fasse obligatoirement, à partir du port de La Teste ou celui de Gujan, par voie maritime à destination des habitants du Cap Ferret dûment reconnus bénéficiaires des droits d'usage traditionnels.
Lège-Cap-Ferret est soumis à un arrêté de zonage archéologique concernant une  partie du centre du village et le lieu dit "dune de Campagne" (préfecture région aquitaine- DRAC- arrêté AZ 073311 du 6 août 2007).

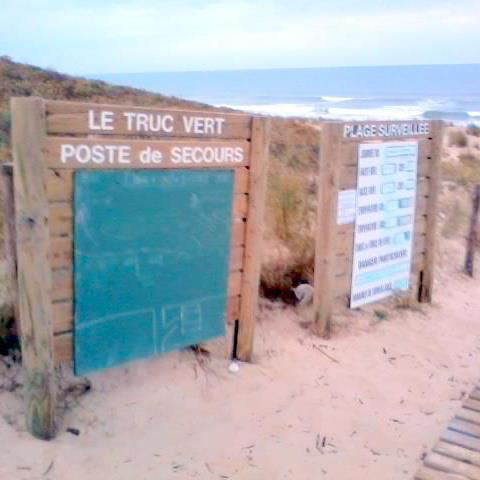
Entrée de la plage du Truc Vert au Cap Ferret, sur la presqu'île de Lège-Cap-Ferret.

La commune est aujourd'hui une station balnéaire connue pour ses plages océanes du Grand-Crohot, du Truc Vert ou encore de l'Horizon.

## Politique et administration

### Liste des maires

Ancien logo de la ville

Si actuellement les maires sont élus au suffrage universel, cela n'a pas toujours été le cas.

De 1789 à 1799, ils sont élus pour deux ans par les actifs payant un certain niveau d'impôt (suffrage censitaire).

De 1799 à 1848, ils sont nommés par le préfet — nomination politique —et administrent seuls la commune (aucune obligation de consulter le conseil municipal).

De 1848 à 1851, ils sont élus par le conseil municipal.

De 1851 à 1871, ils sont nommés pour cinq ans par le préfet — nomination politique.
| Période                                  | Période                    | Identité                                   | Étiquette    | Qualité |
| ---------------------------------------- | -------------------------- | ------------------------------------------ | ------------ | --- |
| Les données manquantes sont à compléter. |                            |                                            |              | |
| 1790                                     |                            | Raymond Gassian (1753-?)                   |              | Charron |
| (...)                                    | (...)                      | (...)                                      | (...)        | (...) |
| septembre 1799                           | août 1800                  | Gassian                                    |              | |
| août 1800                                | octobre 1804               | Pierre Pauilhac                            |              | |
| octobre 1804                             | mai 1809                   | Elies                                      |              | |
| juillet 1809                             | janvier 1826               | Jean Ducamin                               |              | |
| avril 1826                               | octobre 1827               | Elies                                      |              | |
| 1827                                     | septembre 1830             | Antoine de Sauvage (1793-1852)             |              | Maire par intérim (maire d'Andernos de 1826 à 1834) |
| septembre 1830                           | novembre 1832              | Jean Gassian (père)                        |              | |
| novembre 1832                            | mars 1834 (démission)      | François (dit Mitanne) Ducamin             |              | |
| mars 1834                                | décembre 1834              | Louis Hirigoyen                            |              | |
| décembre 1834                            | septembre 1848 (démission) | Jean Ducamin                               |              | |
| septembre 1848                           | décembre 1869              | Martin Despujols                           |              | En remplacement de Jean Ducamin démissionnaire Prestation de serment à Louis-Napoléon le 14 mai 1852, serment au président le 25 juillet 1852 |
| décembre 1869                            | mai 1871                   | Henri Ducamin                              |              | |
| mai 1871                                 | février 1874               | Arnaud Guérin                              |              | Boulanger |
| février 1874                             | octobre 1876               | Henri Ducamin                              |              | |
| octobre 1876                             | janvier 1881               | Pierre Maurère                             |              | |
| janvier 1881                             | décembre 1919              | Henri Guérin                               |              | Entrepreneur d'une scierie Fils probable de l'ancien maire, Arnaud Guerin |
| décembre 1919                            | mai 1935                   | François Gayet                             |              | |
| mai 1935                                 | juillet 1940               | Octave Goubet                              |              | Entrepreneur d'une scierie Décède le 23 juillet 1940 Pas de remplaçant Père du futur maire Louis Goubet |
| juillet 1940                             | octobre 1944               | Charles Cazel                              |              | Premier adjoint faisant fonction de maire |
| novembre 1944                            | mars 1959                  | Daniel Darbo (1894-1965)                   |              | Entrepreneur d'une scierie |
| mars 1959                                | mars 1972 (démission)      | Louis Goubet (1907-2000)                   |              | Entrepreneur d'une scierie Fils de l'ancien maire Octave Goubet Démissionne pour raison de santé au cours du mandat 1971-1977 |
| mars 1972                                | juin 1995                  | Robert Cazalet (1924 - 2012)               | UDF-PR       | Entrepreneur de travaux publics Député (1986-1997), Conseiller général du canton d'Audenge (1973-1998) |
| juin 1995                                | mai 2020                   | Michel Sammarcelli (1941- )                | UMP puis DVD | Commerçant en gros de vaisselle (1965-1996), Vice-président de la CCI de Bordeaux (1989-1994) Président du port autonome de Bordeaux (1997-2005), Conseiller régional (2004-2010), Président du SIBA (2006-2020) En janvier 2019, le maire est victime d'un AVC ; son 1er adjoint, M. de Gonneville, assure l'interim. |
| mai 2020                                 | En cours                   | Philippe Le Harivel de Gonneville (1958- ) | DVD          | Chirurgien-dentiste Conseiller municipal de Lège depuis 1989 Conseiller départemental depuis 2021 |

### Santé

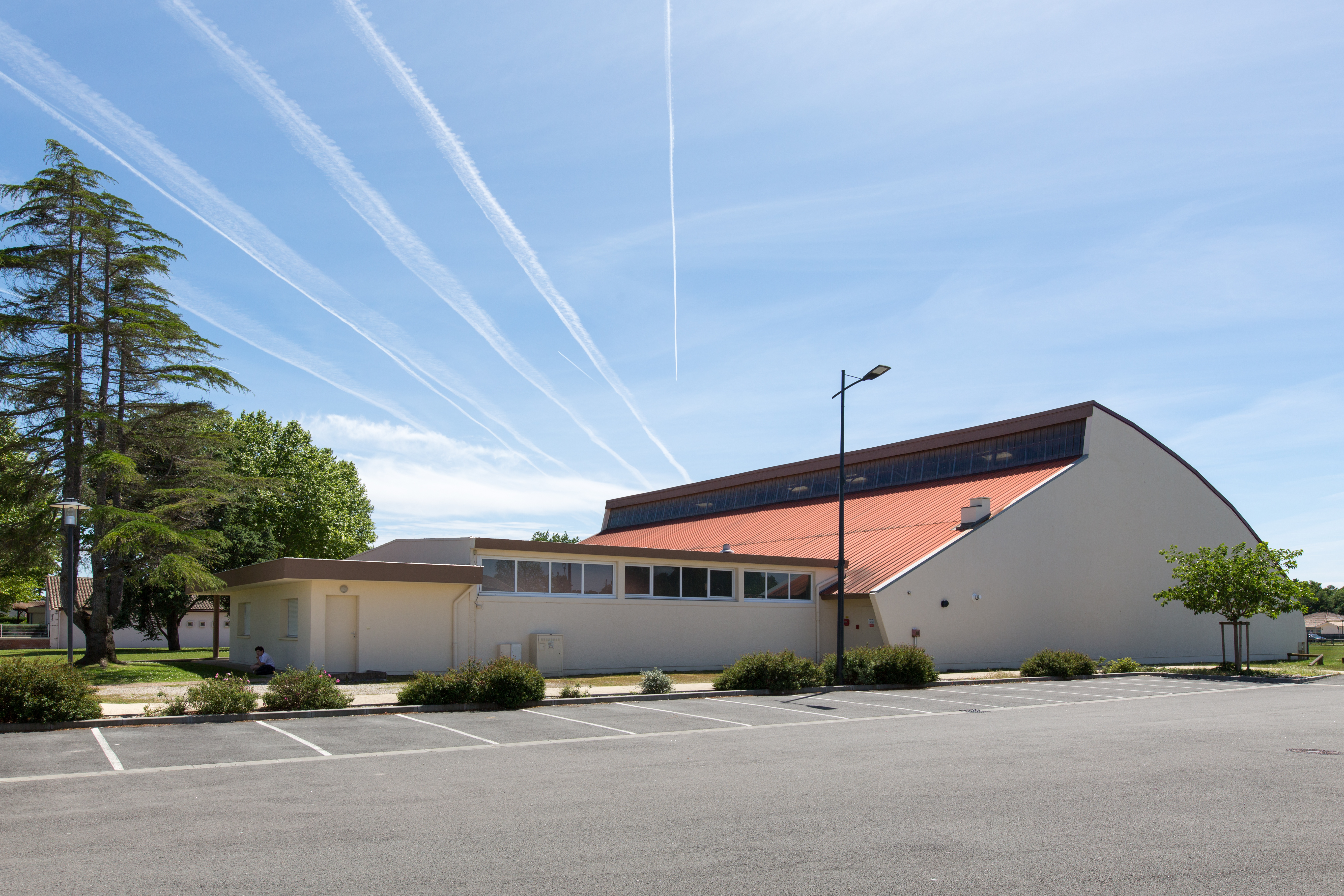
Salle des sports.

### Jumelages
- Sandhausen (Allemagne) depuis 1980
- Ubeda (Espagne) depuis 1989[72]

## Population et société

### Démographie
L'évolution du nombre d'habitants est connue à travers les recensements de la population effectués dans la commune depuis 1793. Pour les communes de moins de 10 000 habitants, une enquête de recensement portant sur toute la population est réalisée tous les cinq ans, les populations de référence des années intermédiaires étant quant à elles estimées par interpolation ou extrapolation. Pour la commune, le premier recensement exhaustif entrant dans le cadre du nouveau dispositif a été réalisé en 2007.

En 2022, la commune comptait 8 051 habitants, en évolution de −3,04 % par rapport à 2016 (Gironde : +6,91 %, France hors Mayotte : +2,11 %).
| 1793 | 1800 | 1806 | 1821 | 1831 | 1836 | 1841 | 1846 | 1851 |
| ---- | ---- | ---- | ---- | ---- | ---- | ---- | ---- | ---- |
| 271  | 300  | 320  | 324  | 375  | 357  | 370  | 410  | 423  |

| 1856 | 1861 | 1866 | 1872 | 1876 | 1881 | 1886 | 1891 | 1896 |
| ---- | ---- | ---- | ---- | ---- | ---- | ---- | ---- | ---- |
| 465  | 472  | 499  | 504  | 548  | 636  | 690  | 741  | 783  |

| 1901 | 1906 | 1911  | 1921 | 1926  | 1931  | 1936  | 1946  | 1954  |
| ---- | ---- | ----- | ---- | ----- | ----- | ----- | ----- | ----- |
| 825  | 903  | 1 110 | 997  | 1 196 | 1 253 | 1 309 | 1 182 | 1 735 |

| 1962  | 1968  | 1975  | 1982  | 1990  | 1999  | 2006  | 2007  | 2012  |
| ----- | ----- | ----- | ----- | ----- | ----- | ----- | ----- | ----- |
| 3 605 | 4 232 | 4 318 | 4 981 | 5 564 | 6 307 | 7 193 | 7 321 | 8 099 |

| 2017  | 2022  | - | - | - | - | - | - | - |
| ----- | ----- | - | - | - | - | - | - | - |
| 8 409 | 8 051 | - | - | - | - | - | - | - |

## Économie
Au-delà de l'activité ostréicole, le Cap Ferret vit essentiellement du tourisme durant la saison estivale (restaurants, bars, etc.). Elle dispose d'une discothèque, le Centaure, ouverte en 1984 et renommée le Sun en 2016. Une autre, le Six, ouverte en 2008, ferme en 2017,.
Historique du tissu industriel
Depuis la fin du XXe siècle le tissu industriel est diffus et composé d'une grande quantité d'entreprises artisanales et de très petites entreprises (TPE) ainsi que de quelques petites entreprises. Toutes sont spécialisées dans des domaines liés au développement touristique (bâtiment, travaux publics, nautisme).
Depuis le milieu du XIXe siècle il y a eu un certain nombre de créations d'une durée de vie ne dépassant quelques dizaines d'années :
- Première moitié du XIXe siècle : Installation d'une forge industrielle à proximité de l'estey reliant les étangs du Porge au bassin d'Arcachon. Le charbon venait d'Espagne par bateau, le minerai (à très faible teneur) venait par charroi animal d'un site de production situé sur la commune du Porge. La production était extrêmement faible. Le site fut démantelé rapidement.
- Deuxième moitié du XIXe siècle : Les plantations de pins sont rentabilisées. La résine issue du gemmage est exportée. Pour rentabiliser cette production, la famille Gorry installe une usine (route de la gare) destinée à la distillation afin de produire de l'essence de térébenthine et d'autres produits chimiques. Cette installation fermera au début du siècle suivant.

Les plantations doivent être « éclaircies ». Les bois ont une quinzaine de centimètres de diamètre. Ils servent pour le boisage dans les puits de mine. C'est à cette époque qu'un site d'exportation est créé entre Lège et Claouey au lieu dit « Jane de Boy » (de nos jours plage des Pastourelles à Claouey,). Ce port, qui ne possède aucune infrastructure digne de ce nom, sera vite abandonné.
Les pins qui ont une cinquantaine d'années sont épuisés par le gemmage et n'ont plus aucune valeur économique ; ils sont abattus. C'est à cette époque que le maire de Lège (monsieur Guérin) installe une importante scierie. Cet établissement, après avoir connu plusieurs propriétaires fermera ses portes (victime de l'apparition du carton pour l'emballage, de la moquette remplaçant le parquet) vers 1980.
- Première moitié du XXe siècle. Création de quatre scieries dans le Village (M. et D. près de la Gare, G. face à l'ancienne usine de distillation, J. au centre du village. Ces différentes entreprises fermeront dans les années 1960.

En 1955 est créée une laiterie. Le lait était ramassé dans les fermes jusque dans le Médoc. Il était traité et vendu en période estivale sur toute la presqu'île. Cette entreprise dura une vingtaine d'années. Elle disparut, victime des nouvelles découvertes pour le traitement du lait qui devint un produit se conservant.

## Culture locale et patrimoine

### Sites et monuments
- Les réservoirs de Piraillan.

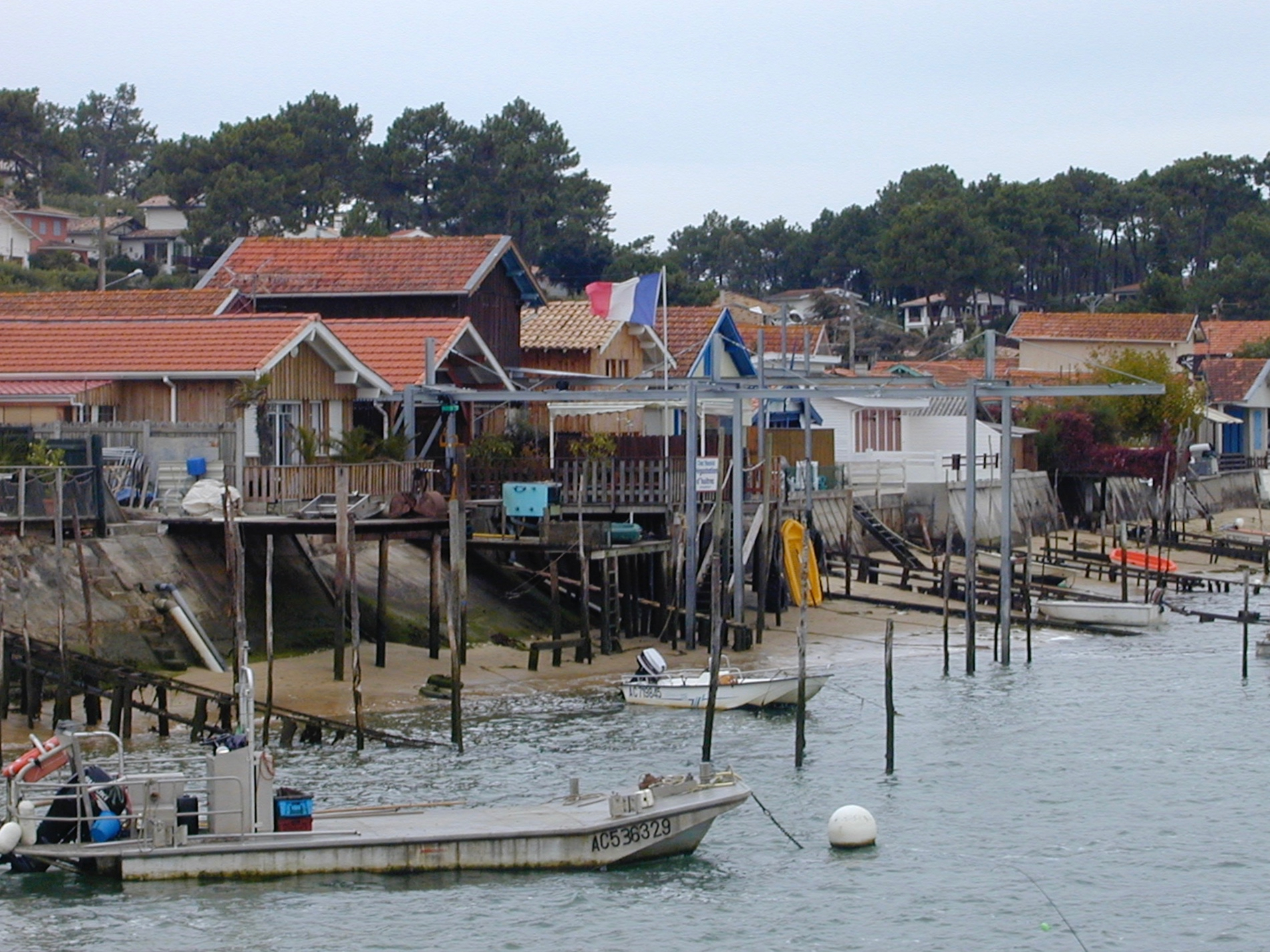
Le village ostréicole du Canon.

- La réserve naturelle nationale des prés salés d'Arès et de Lège-Cap-Ferret.
- Les 25 km de plages de la presqu'île, dont celles océaniques et surveillées du Grand Crohot, du Truc Vert et de L'Horizon-Petit-Train.
- La conche du Mimbeau, une plage avec sa végétation à la fois dunaire et lagunaire.
- Le port de plaisance de La Vigne.
- Le phare du Cap-Ferret (52 m, 258 marches), qui offre un panorama sur le bassin d'Arcachon, l'océan Atlantique et la presqu'île.
- Le lotissement de Lège, premières villas à toiture terrasse par Le Corbusier, surnommé « le quartier marocain ».
- La chapelle Sainte-Marie, chapelle mauresque de la villa algérienne ou chapelle de L'Herbe, située dans le village du même nom. Construite dans les années 1930, elle est le dernier témoin d'un domaine mauresque détruit en partie en 1965 pour faire place à une résidence immobilière. Elle est la seule chapelle de style mauresque destinée au culte catholique en France. Sur le clocher de la chapelle se trouvent la croix et le croissant, symboles des cultes chrétien et musulman. Elle est l'œuvre de l'architecte Jean-Eugène Ormières et a été commandée par Léon Lesca, conseiller général de La Teste (de 1873 à 1897), qui avait fait fortune en Afrique[82].
- Dans le petit port d'ostréiculteurs de L'Herbe : une ancienne cantine itinérante qui suivait les forestiers sur leurs chantiers et qui s'y est sédentarisée, devenant un petit hôtel restaurant, et l'une des dernières cabanes de pêcheurs échouées avec la coque du bateau comme fondation.
- Le tramway du Cap-Ferret, appelé aussi « petit train du Cap-Ferret », chemin de fer touristique et historique.
- L'église Notre-Dame-des-Flots, au Cap Ferret, inaugurée en 1966.
- L'église Saint-Pierre de Lège. L’église actuelle de Lège est récente et a été construite à partir de 1928[83]. Elle remplace la très ancienne église construite entre le XVIe siècle, sous le règne de François Ier, et le XVIIe siècle, sous le règne de Louis XIV, et qui aurait été la troisième église de Lège (voir ci-dessus « Déplacement du village de Lège »). Depuis des siècles, Lège est une étape des pèlerins se rendant à Saint-Jacques de Compostelle par la « voie de Soulac »[84]. Au XIIe siècle, le guide du pèlerin situe les tombeaux de plusieurs compagnons de Roland aux abords de l’église Saint-Pierre de Lège. Cette ancienne église, de style fortifié avec des petites ouvertures, devint trop petite et fut donc démolie en 1925. Bâtie au même emplacement, l’actuelle église Saint-Pierre de Lège contient encore des vestiges du bâtiment précédent : pierre gravée[37], armoiries des seigneurs locaux[39] et chapiteau roman[38]. Elle est de style néo-roman et se distingue par une imposante tour-clocher munie de corbeaux.

Église Saint-Pierre au bourg de Lège
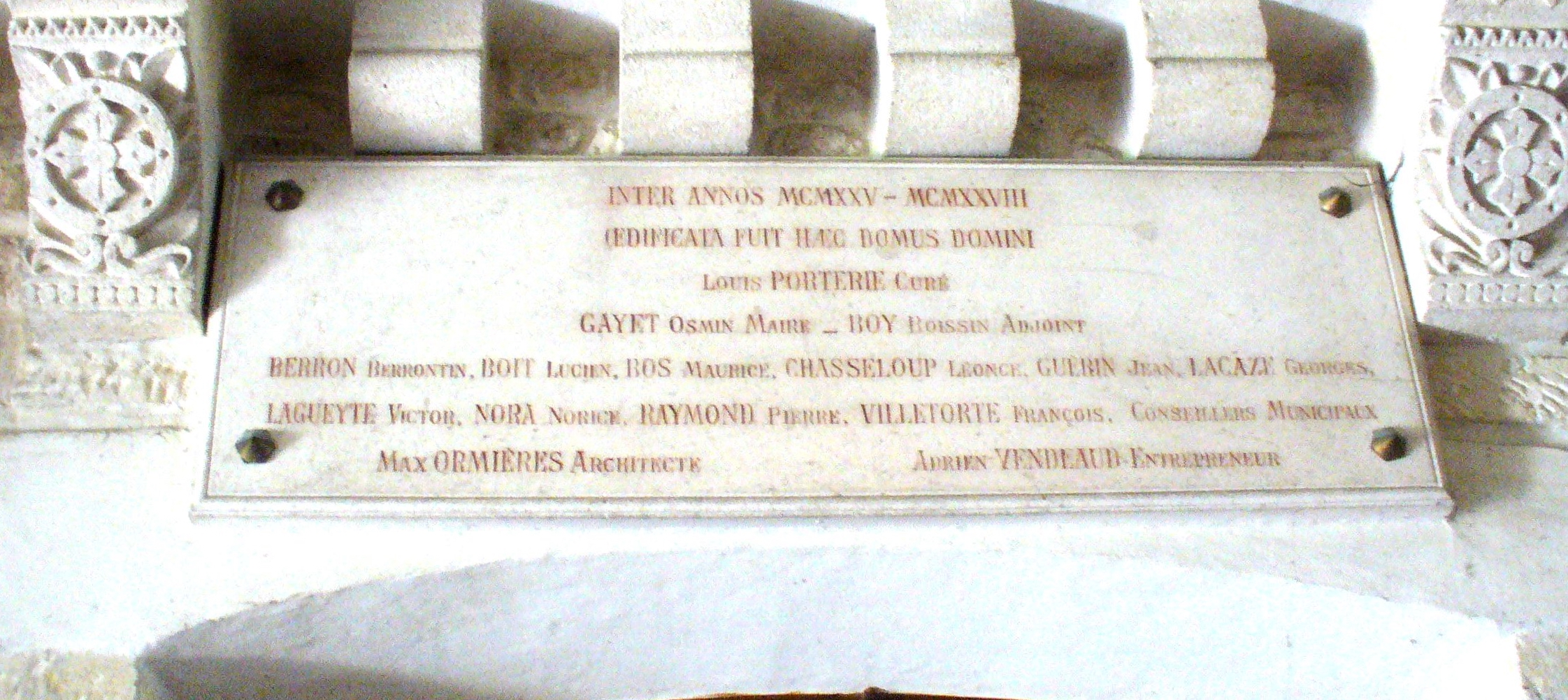
Plaque de l'inauguration de la nouvelle église.
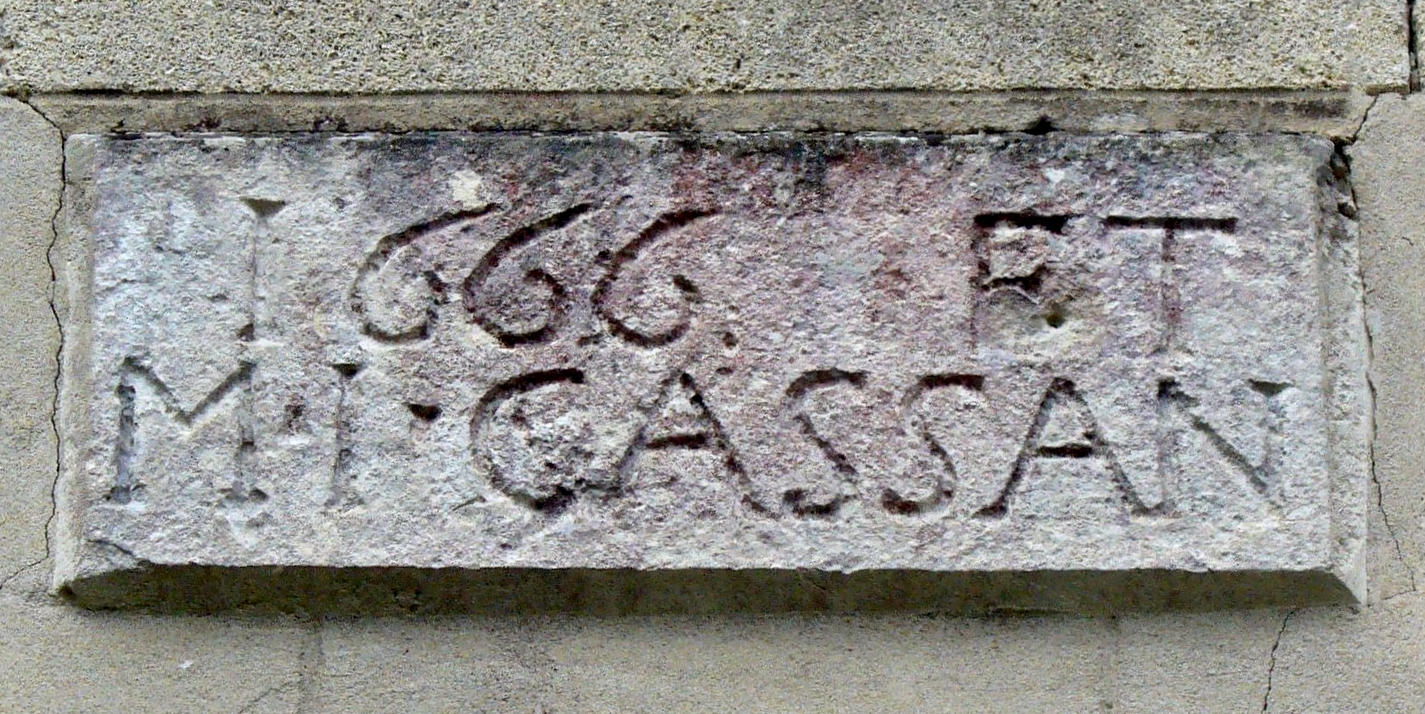
Pierre encastrée au chevet de l'église.
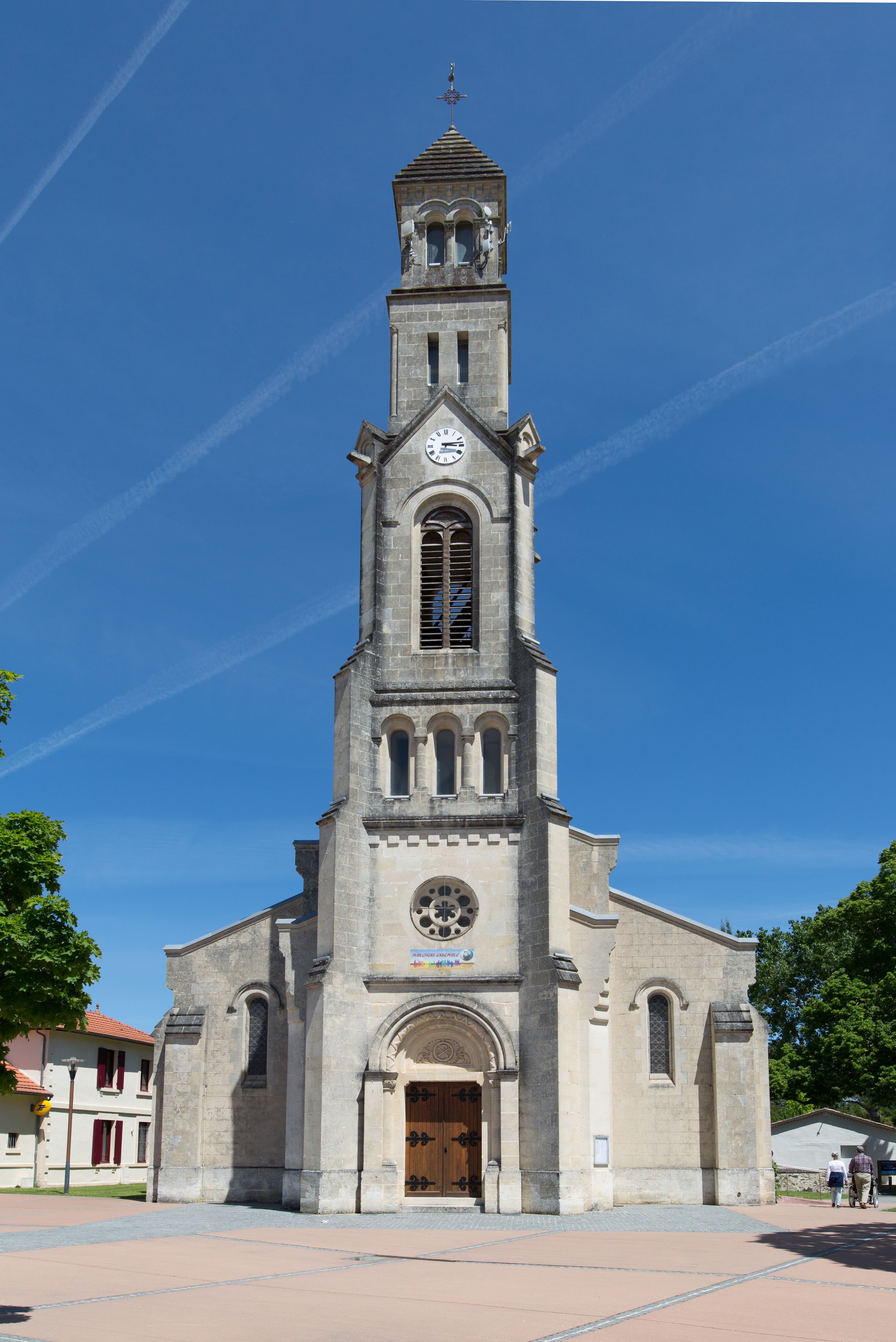
Clocher de Lège avec ses corbeaux.
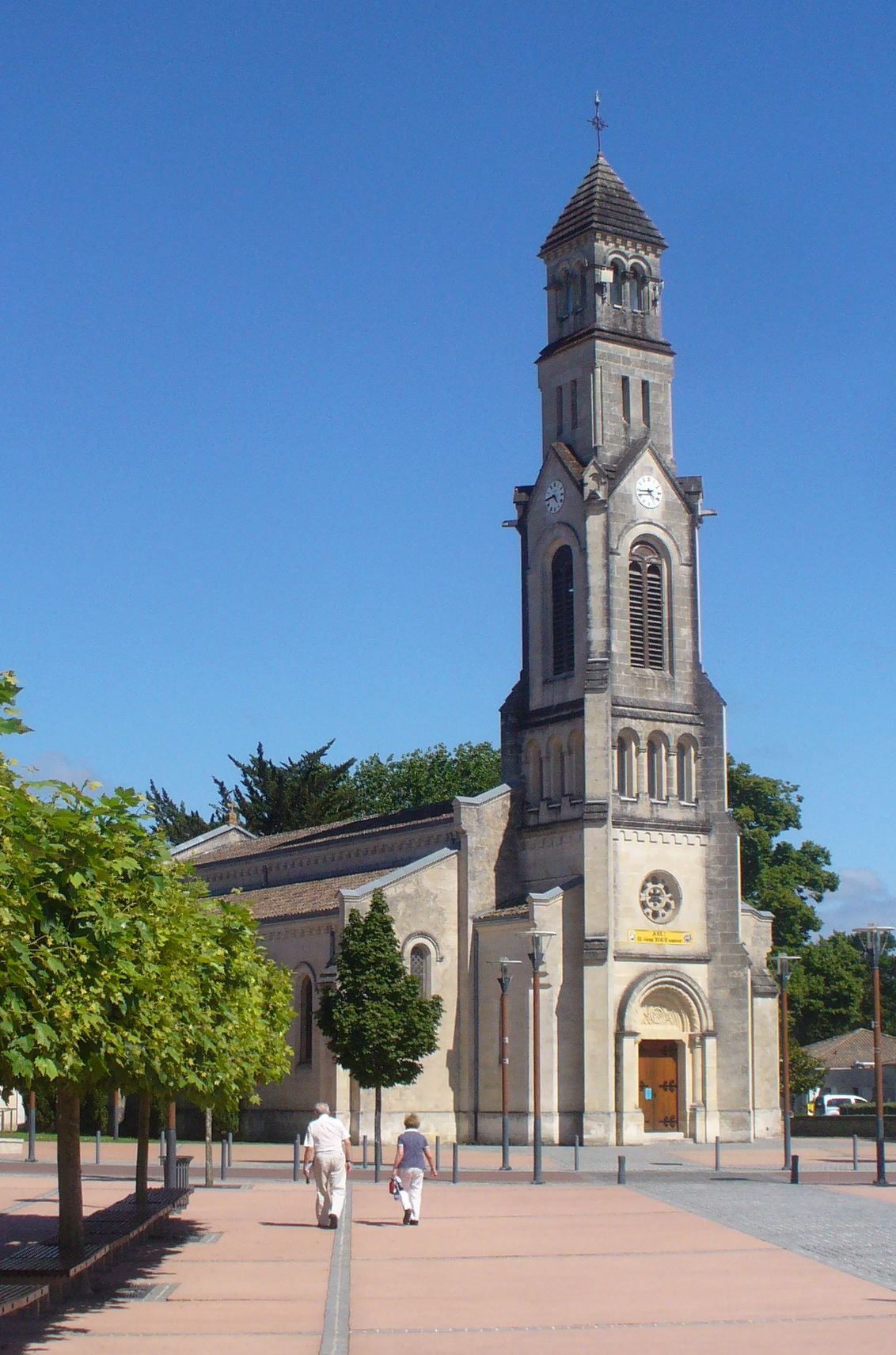
Façade occidentale.

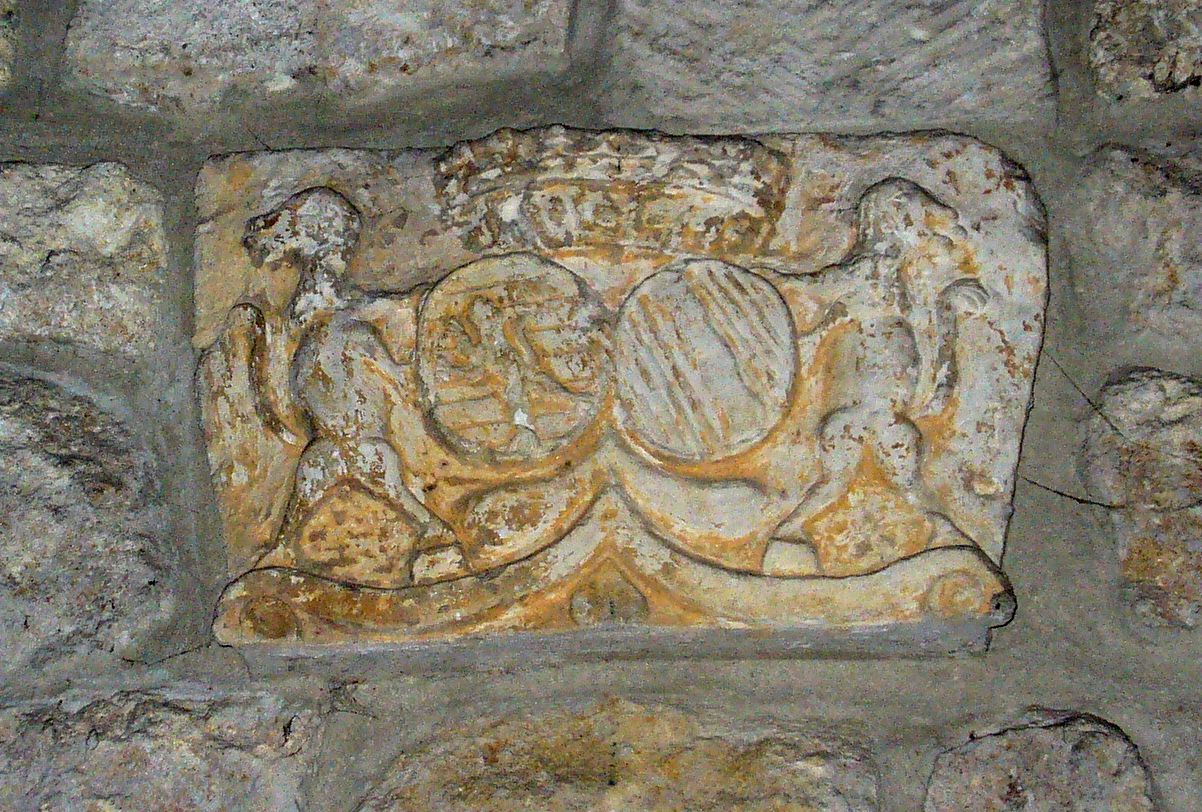
Armoiries des seigneurs de Lège.
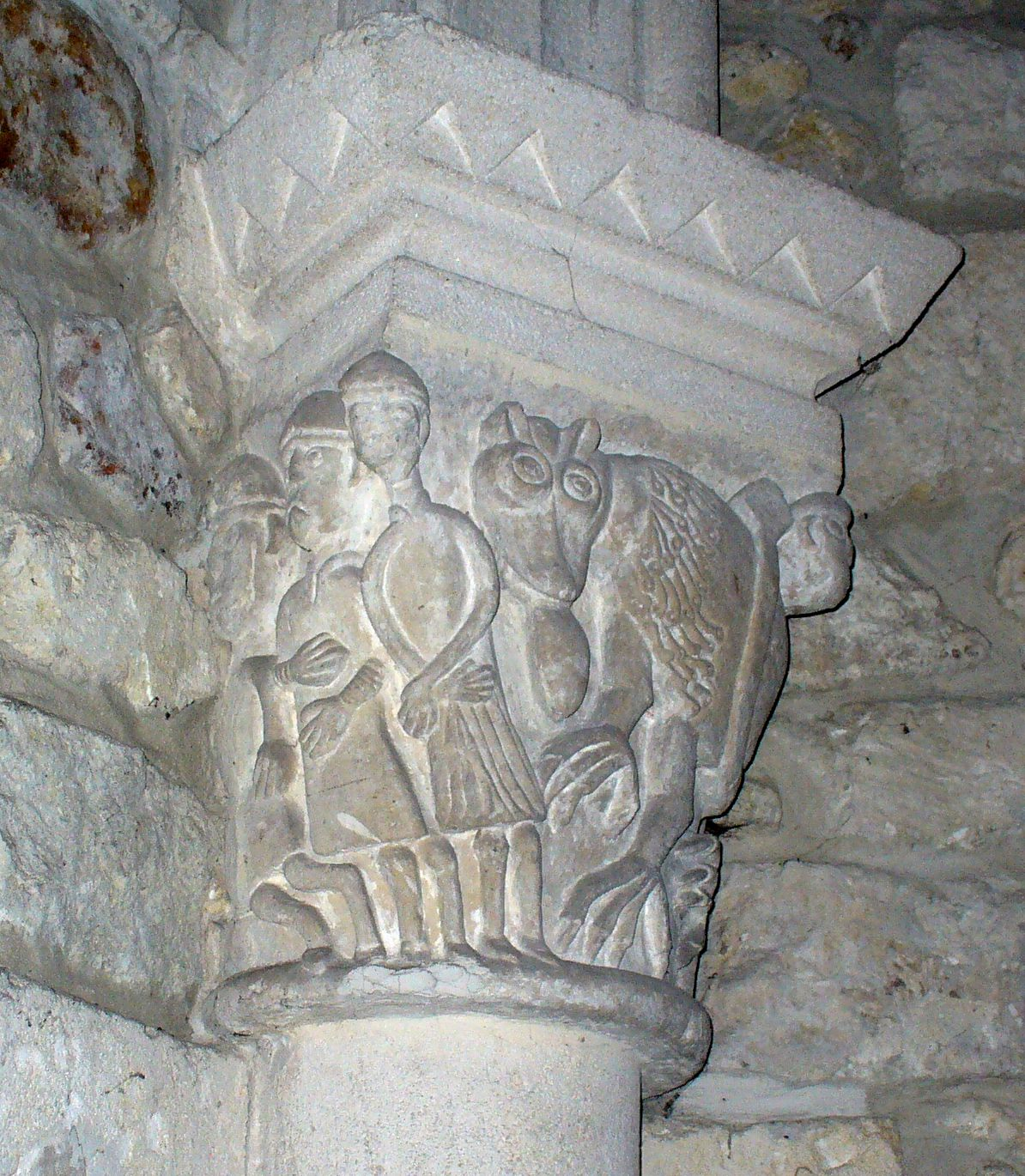
Chapiteau roman « le diable conduisant les âmes en enfer » (face nord).
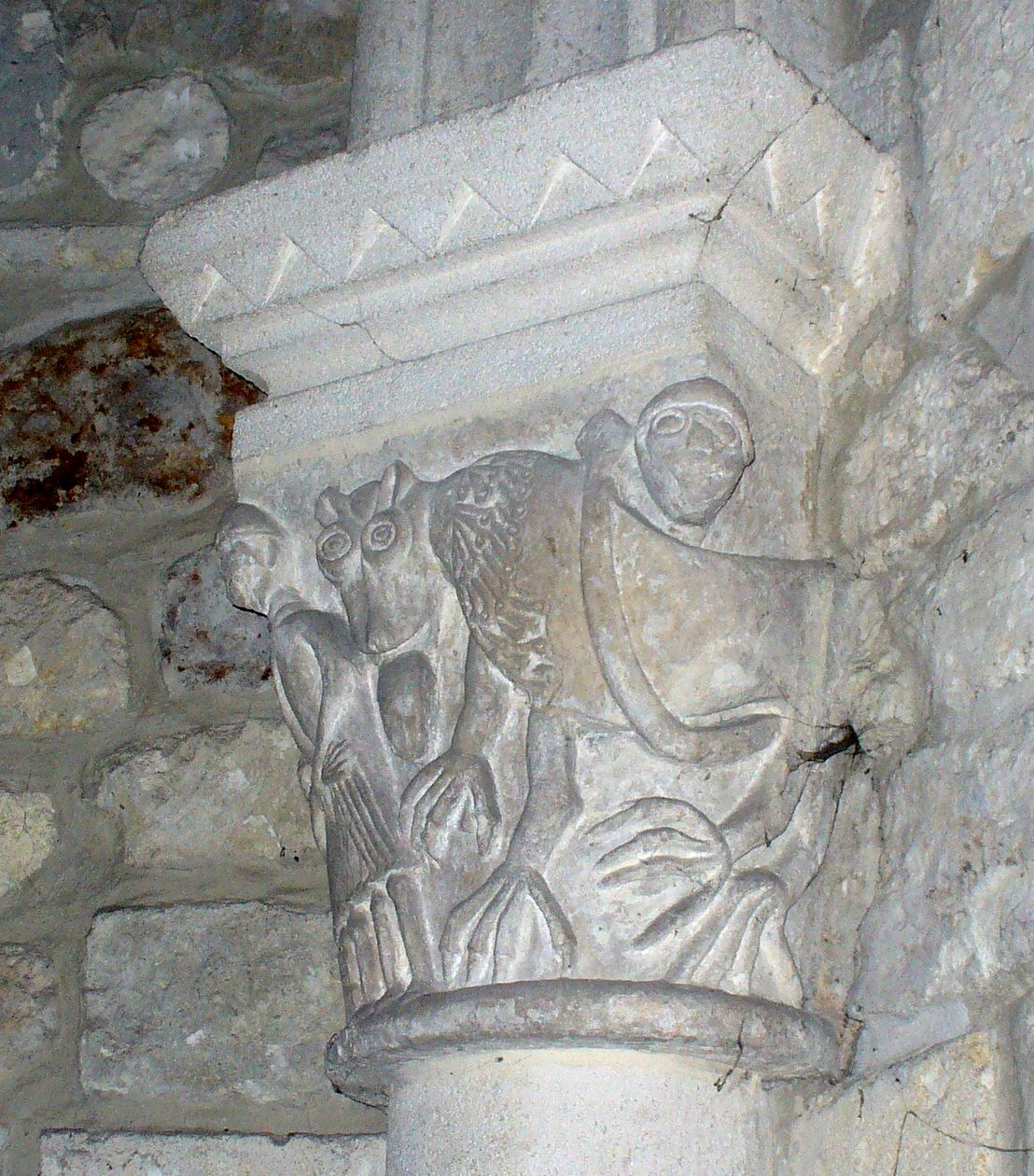
Chapiteau roman « le diable conduisant les âmes en enfer » (face sud).

#### Ancienne mairie
Après la révolution de 1789, faute de bâtiment public, le conseil municipal se réunissait tantôt chez le maire, tantôt chez un conseiller ou bien dans une grange. Il fallut attendre près de soixante-dix ans pour que la nouvelle commune achète un terrain et fasse construire une mairie. Ainsi en 1868, Lège disposait enfin d’un bâtiment constitué de deux pièces, dont l’une servait d’école. En 1888, une pièce supplémentaire est rajoutée vers l’avant au centre de l’édifice précédent pour agrandir la mairie. Cette date d’agrandissement figure sur l’un des trois frontons qui ornent le bâtiment. En 1877, pour séparer les sexes, une école des filles est construite dans la cour de récréation (désormais de l’autre côté de la route). En 1912, ce bâtiment sera affecté, comme indiqué sur le fronton, à la section des « petites ». En 1992, la mairie bénéficiera d’un nouvel « hôtel de ville » édifié par l’architecte Jean-Jacques Lacaze à l'emplacement de la « Maison du Baron » en face de la mairie. L’ancienne mairie sera restaurée et reconvertie pour accueillir le club de loisirs et autres associations,.
Sur la presqu'île, au Cap Ferret, une mairie annexe se trouve rue de la Mairie.

Ancienne mairie
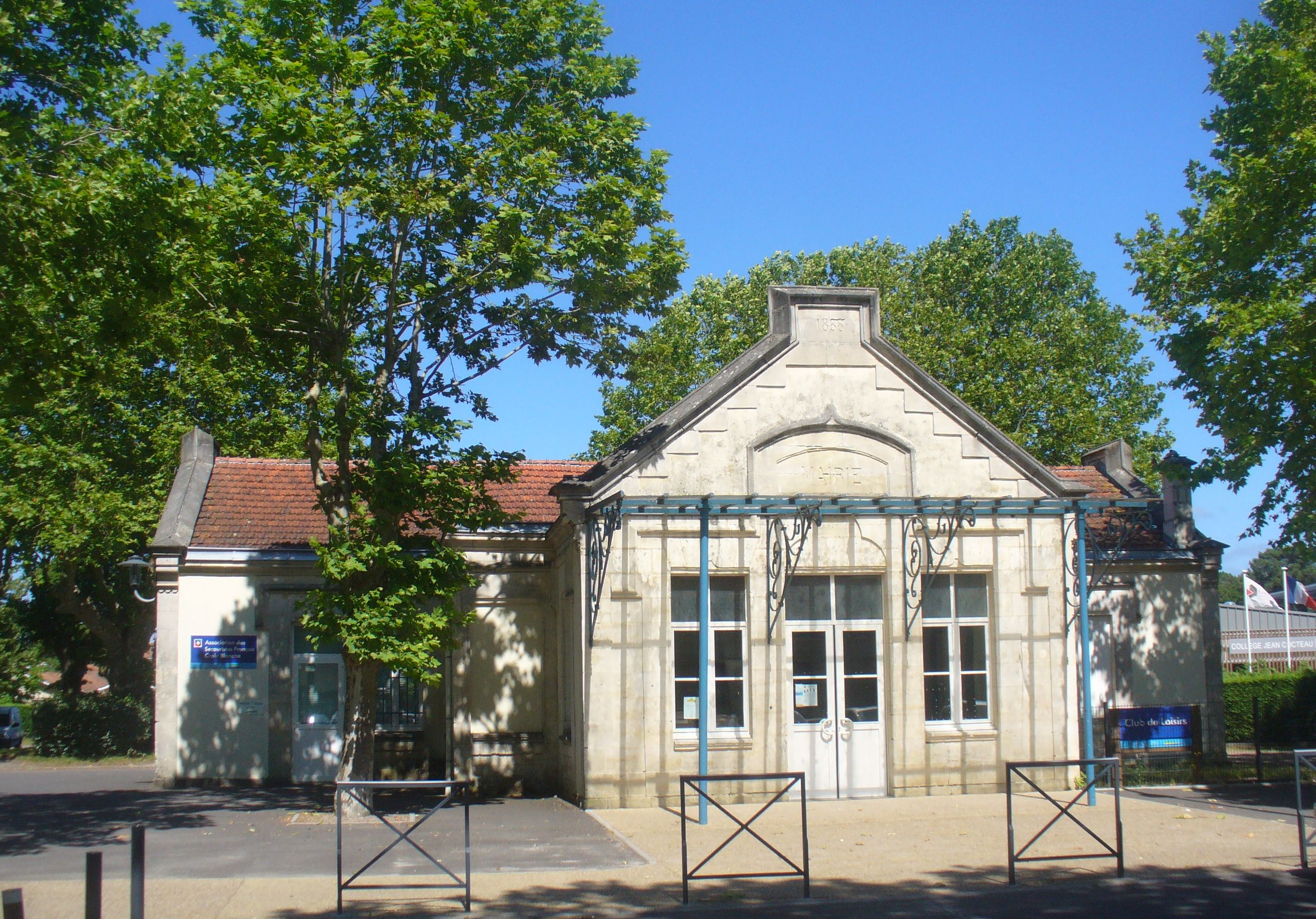
Façade principale.
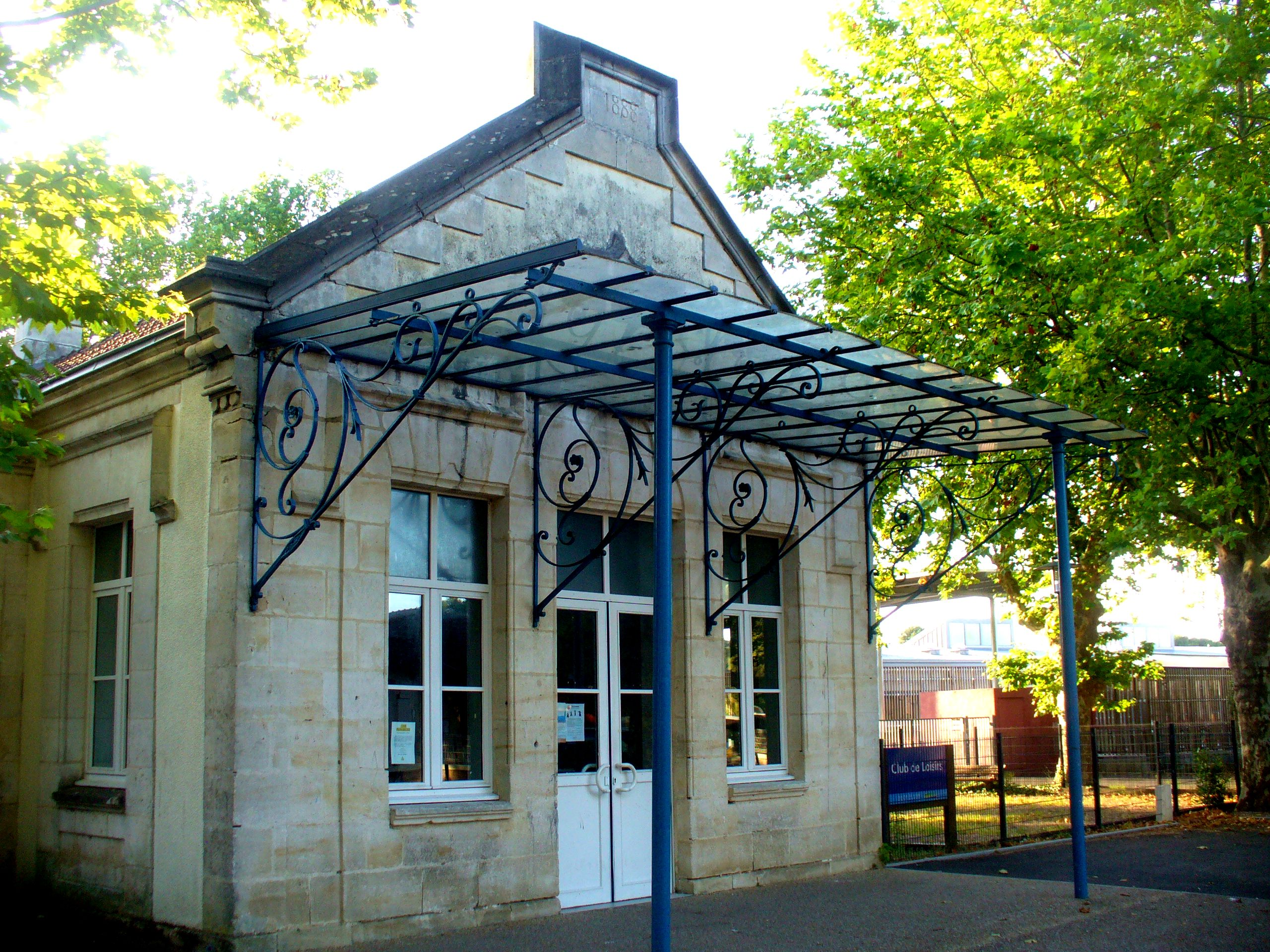
Marquise de l'ancienne mairie.
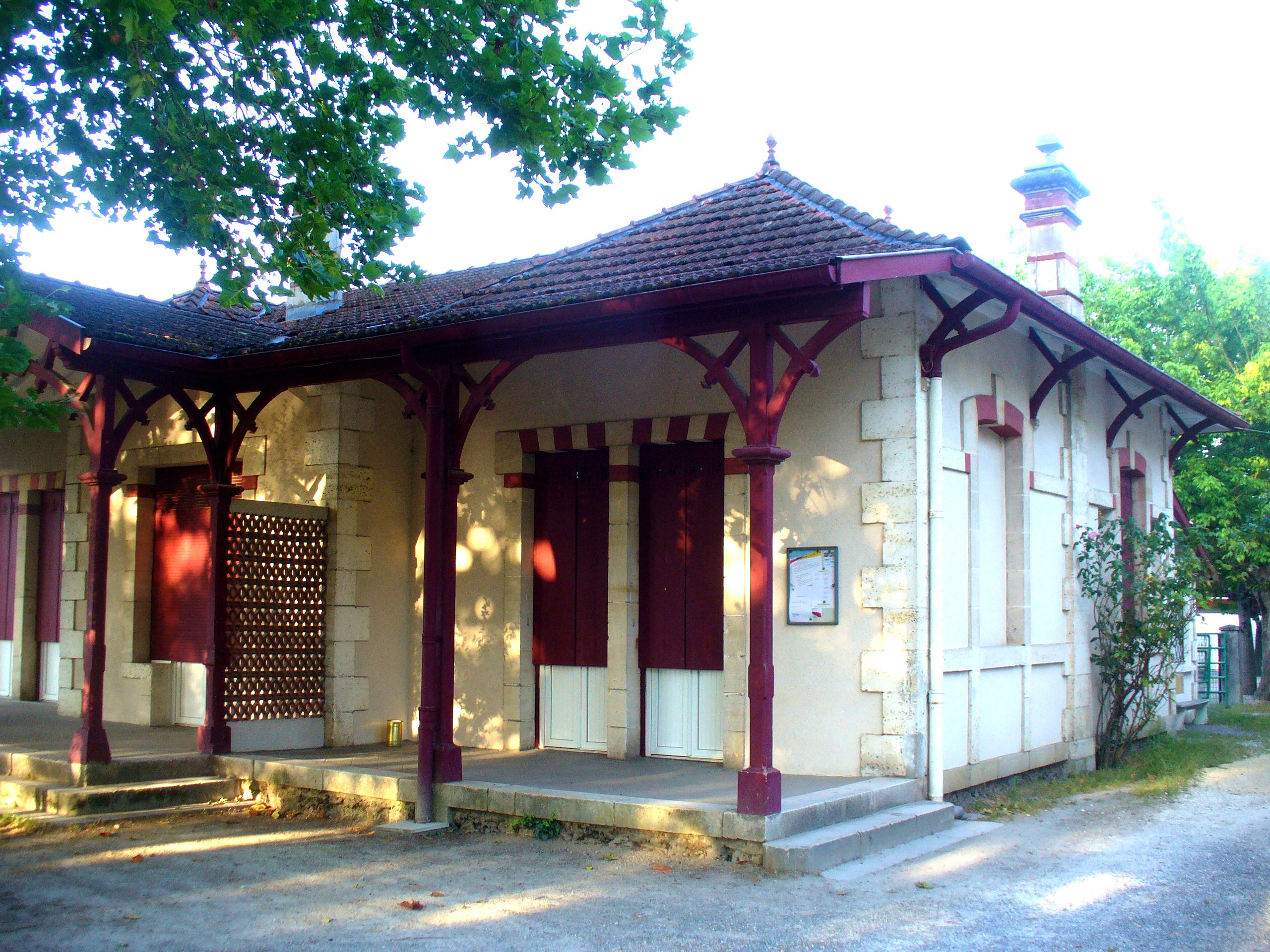
École municipale de musique face à l'ancienne mairie.
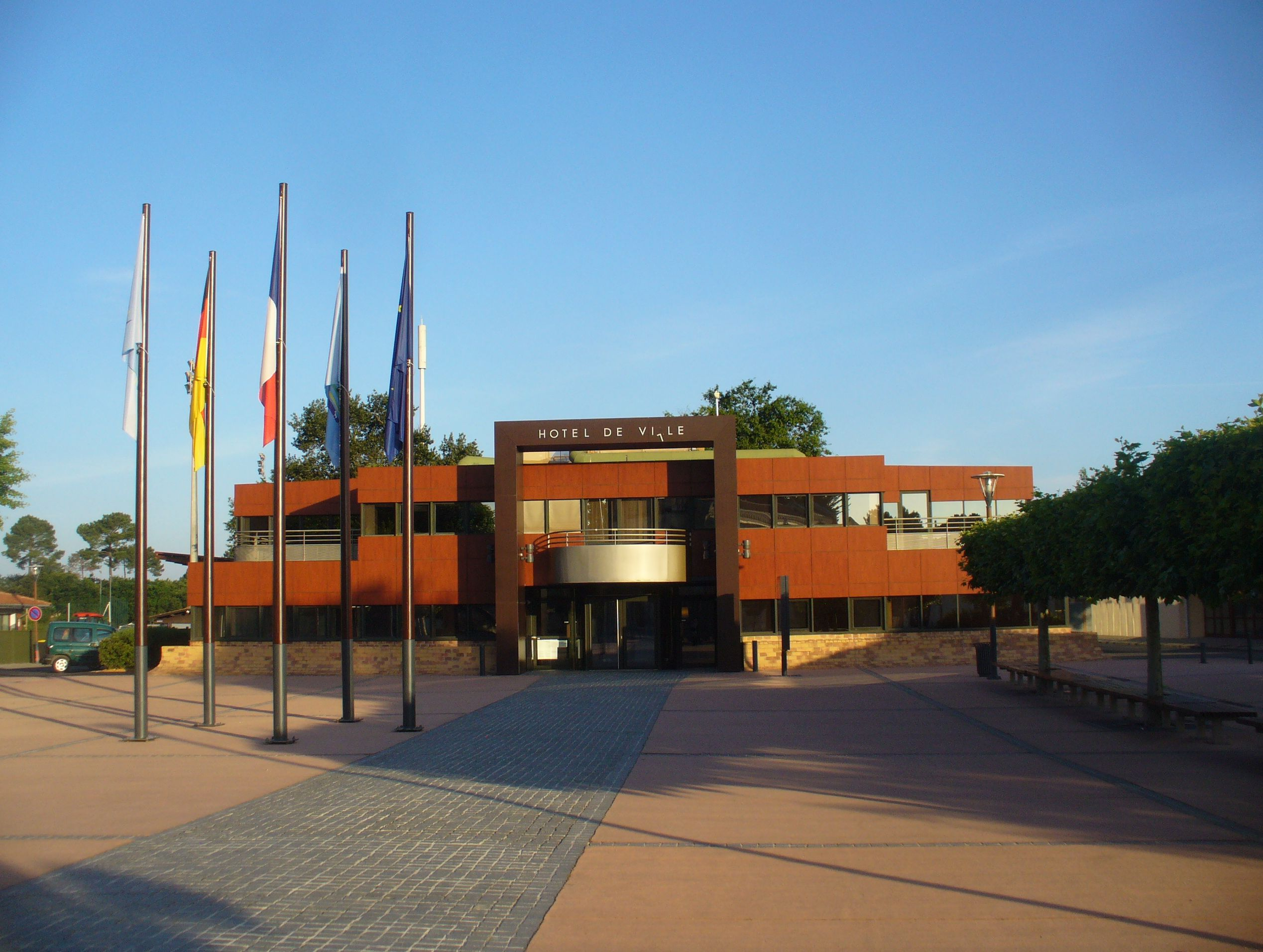
Hôtel de ville actuel.

#### Ancienne gare de Lège
La gare fut inaugurée le dimanche 19 octobre 1884. Elle était située sur la ligne de chemin de fer de ceinture des Landes de Gironde de Lesparre à Saint-Symphorien via Lacanau et Facture, concédée à la Société générale des chemins de fer économiques (SE). Il n’y eut pas de ligne reliant directement Bordeaux à Lège ni au Cap-Ferret. Pour se rendre à Bordeaux, on devait emprunter la ligne secondaire Lacanau à Bordeaux, ou la ligne principale à la gare de Facture. L’essentiel du trafic était du fret pour le transport de produits forestiers vers la papeterie de Facture. L'après le décret de 1884 donnant le cahier des charges de la prolongation du chemin de fer, menant de Facture à Arès, en direction de Lacanau et de Lesparre, la gare de Lège devait se situer à l'est du moulin Guittard, soit à 1 km du bourg, tout au bout de l'actuelle avenue de la Gare. La gare ferma au trafic des voyageurs en 1952 et aux marchandises en 1954, victime de la concurrence avec la route. La gare et le hangar ont été rénovés et aménagés, en 2012, en Maison de la Chasse par la municipalité et l'ACCA locale. Le club de cyclotourisme de la commune y a son siège.

Ancienne gare de Lège
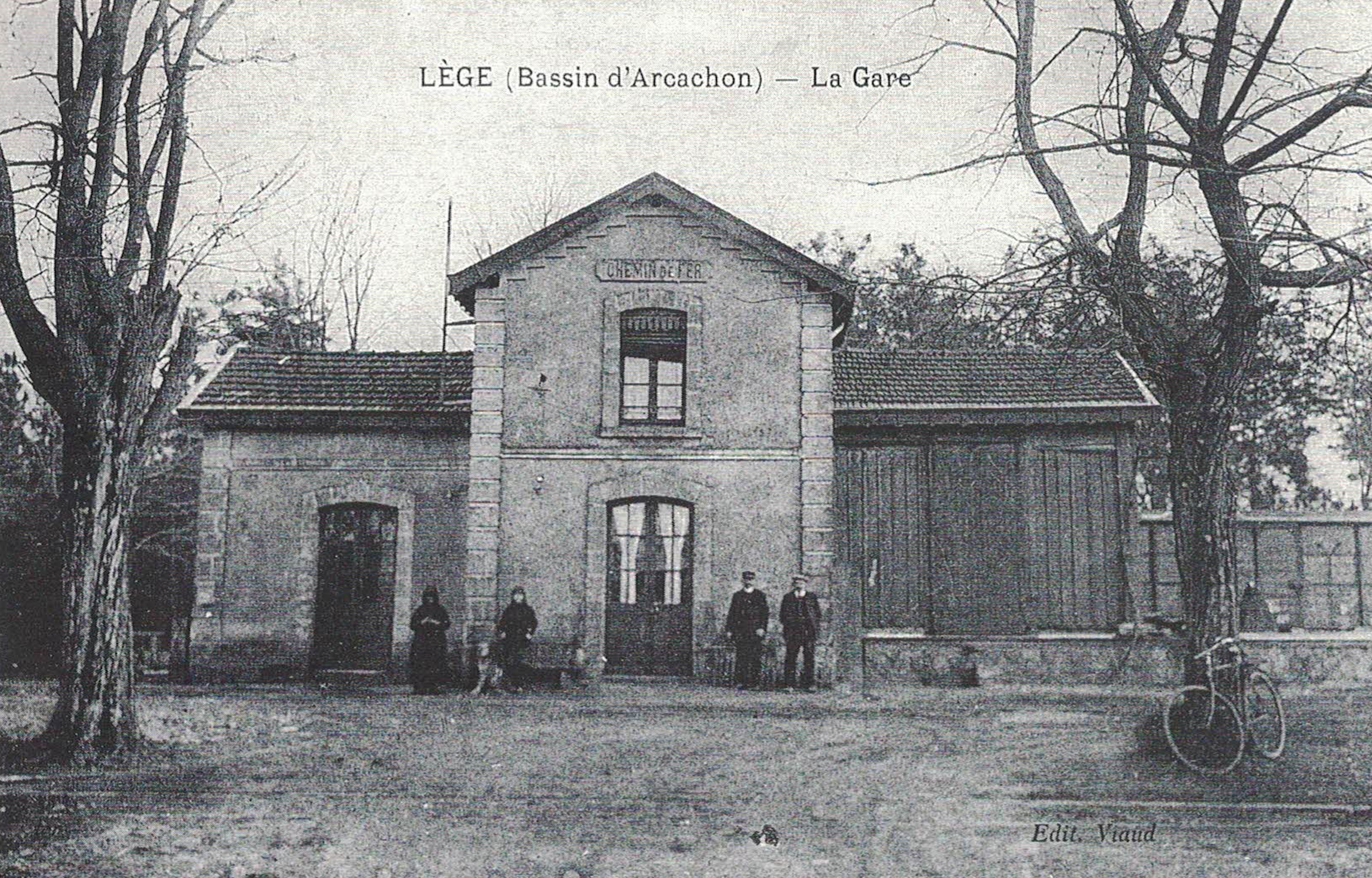
Carte postale.
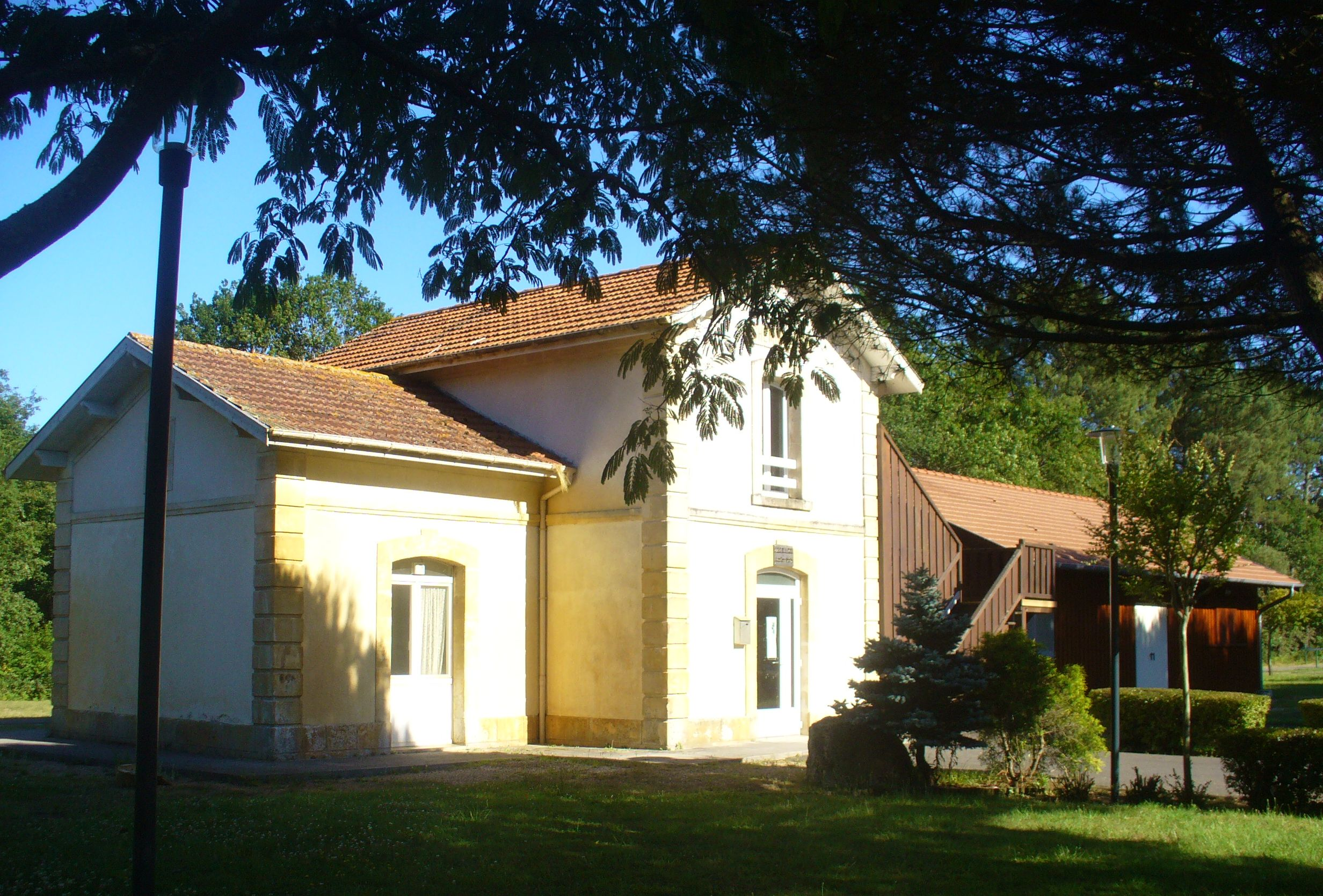
État actuel (2016).
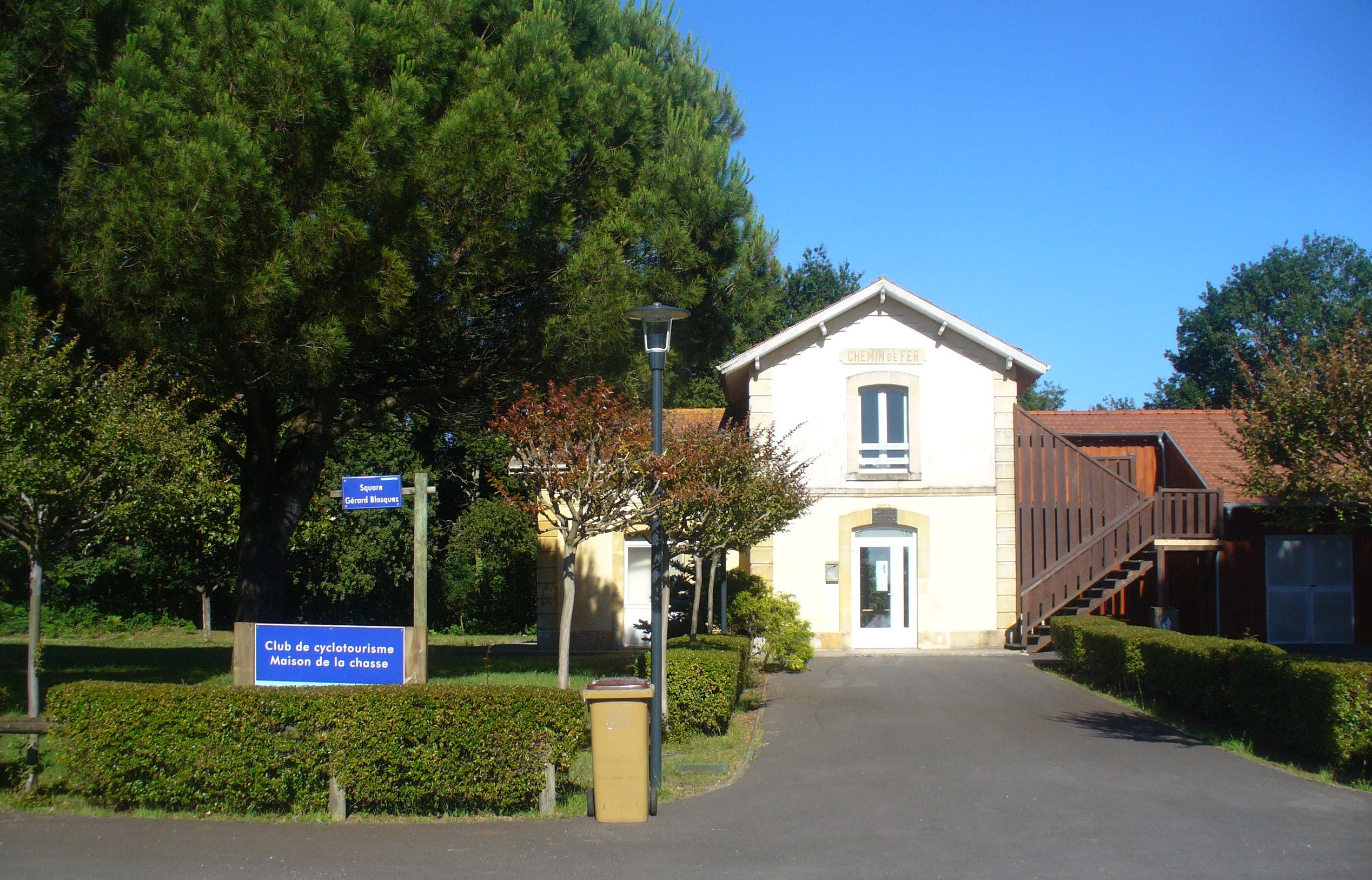
Sièges d'associations (cyclotourisme et chasse).
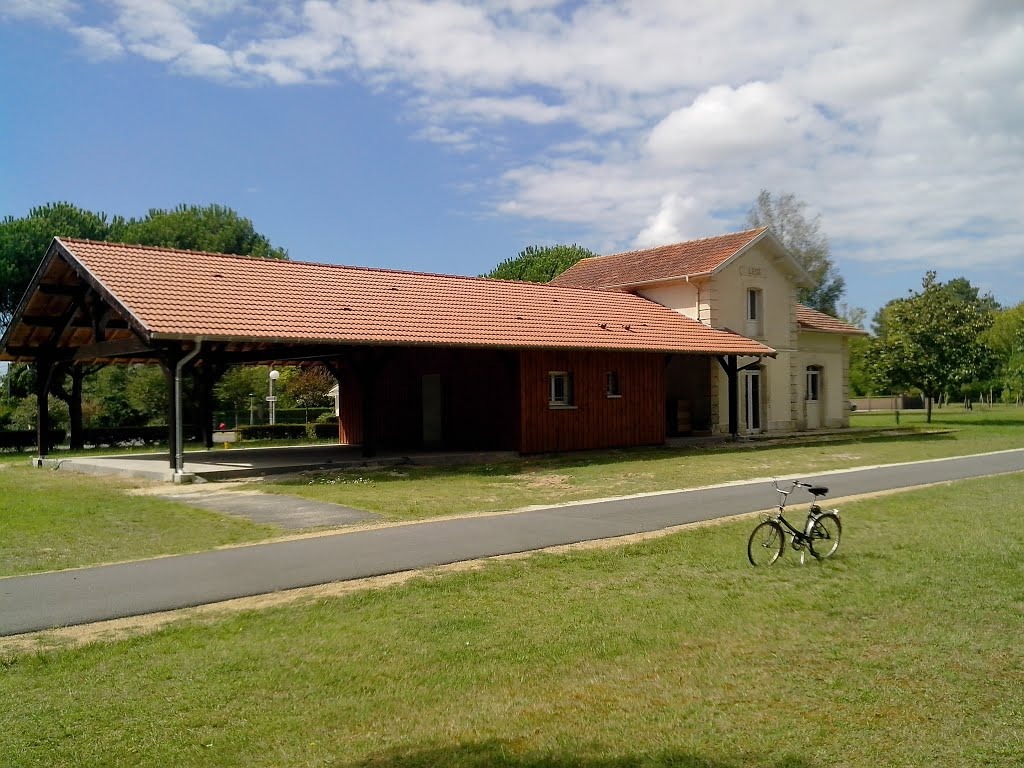
Première rénovation du hangar.

#### Foyer «Alice Girou»
Lieu de vie de résidents IMC, ce foyer a été inauguré le 1er mars 1987. Il est administré par une association loi 1901 de parents d’enfant atteints d’IMC. Il porte le nom d’Alice Girou (1904-1987) qui était assistante sociale, résistante et administratrice de l’association gestionnaire, décédée l’année de l’ouverture du foyer. Celui-ci a été installé sur un terrain de 4 hectares, cédé par l’ancien maire, Robert Cazalet, lui-même grand-père d’un jeune garçon IMC. La configuration architecturale a été conçue pour être un lieu ouvert sur l’espace communal. Cette réalisation a été primée par un prix national d’architecture et l’édifice a été classée pour préserver ses qualités architecturales.

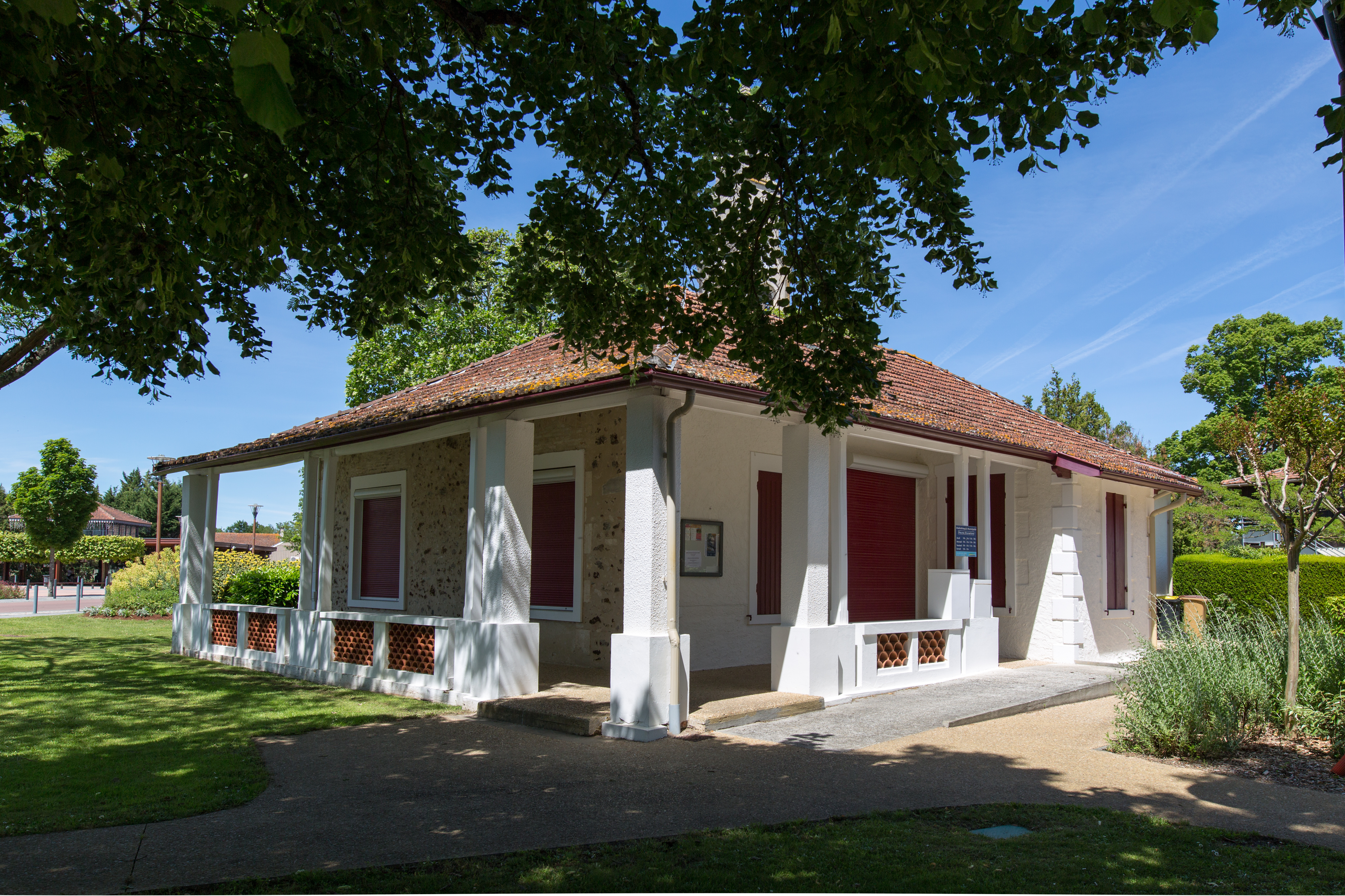
Maison avec auvent.
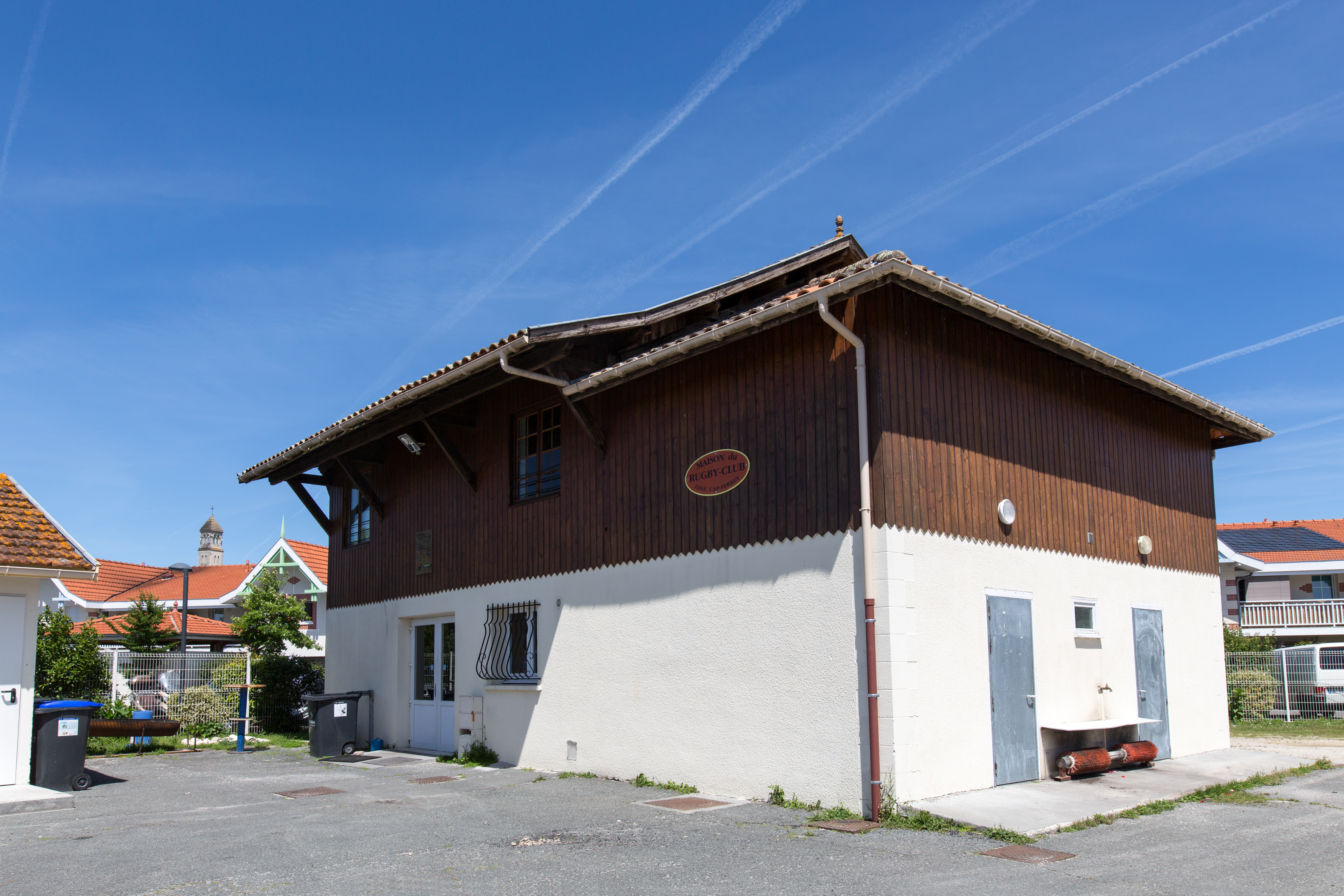
Rugby club.
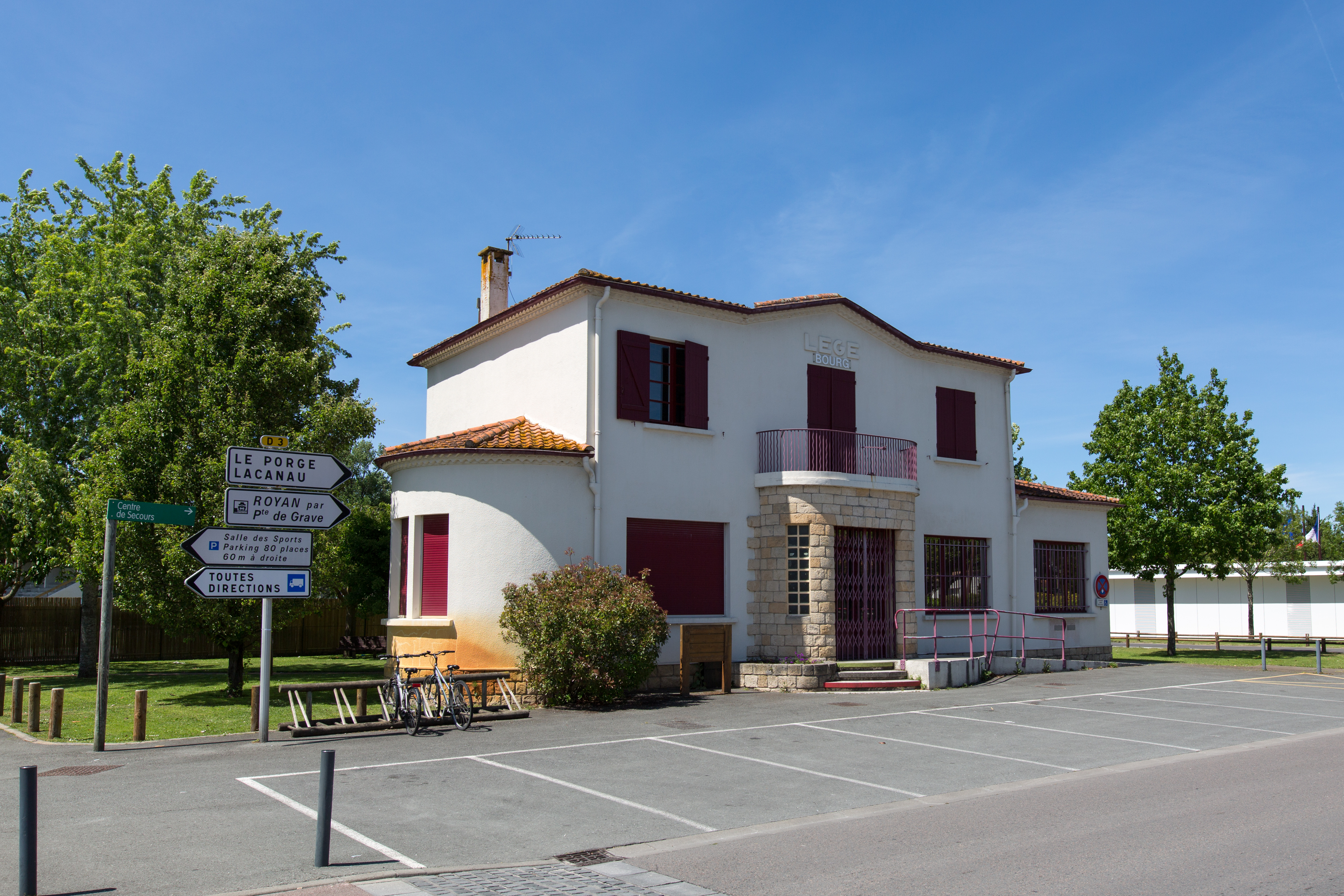
Mairie.
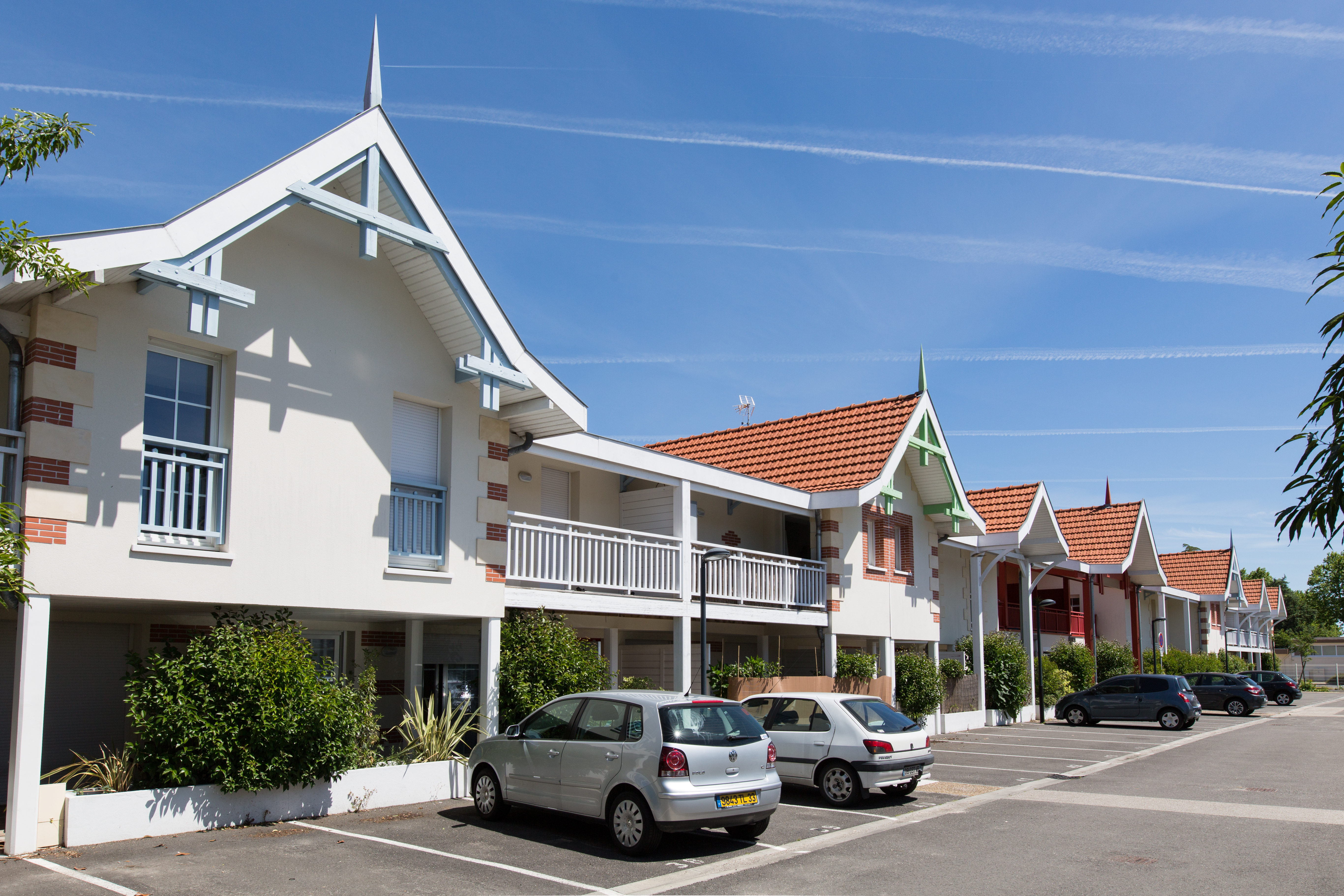
Logements (centre).

### Personnalités liées à la commune
- Benoît Bartherotte (1946) y possède une maison[93].
- Pascal Bataille (1960) y possède une maison et un hôtel.
- Marion Cotillard (1975) et Guillaume Canet (1973) y possèdent une maison[93] d'artiste dans le village de l'Herbe.
- Julien Courbet (1965) y possède une maison dans le village du Canon.
- Isabelle Kocher (1966) y possède une maison dans le village du Canon.
- Gernot Rohr (1953) y possède une maison.
- Joël Dupuch (1955), ostréiculteur et restaurateur dans la commune.
- Xavier Niel (1967) y possède une maison[94].
- Pascal Obispo (1965) y possède une maison.
- Philippe Starck (1949) possède la villa des pêcheurs, au bord de la plage[95]. Cette maison était autrefois la propriété de Jean Anouilh.
- Frédéric Taddei (1961) y a séjourné régulièrement.
- Alice Taglioni (1976) et Laurent Delahousse (1969) y possèdent une maison.
- Audrey Tautou (1976) y possède une maison.
- Lino Ventura (1919-1987), y possédait une maison.

### Héraldique
| Armes | Les armes de Lège-Cap-Ferret se blasonnent ainsi : De gueules à la chèvre d'or surmontée en chef de trois besants du même rangés en face. |